# Отрицание Холокоста

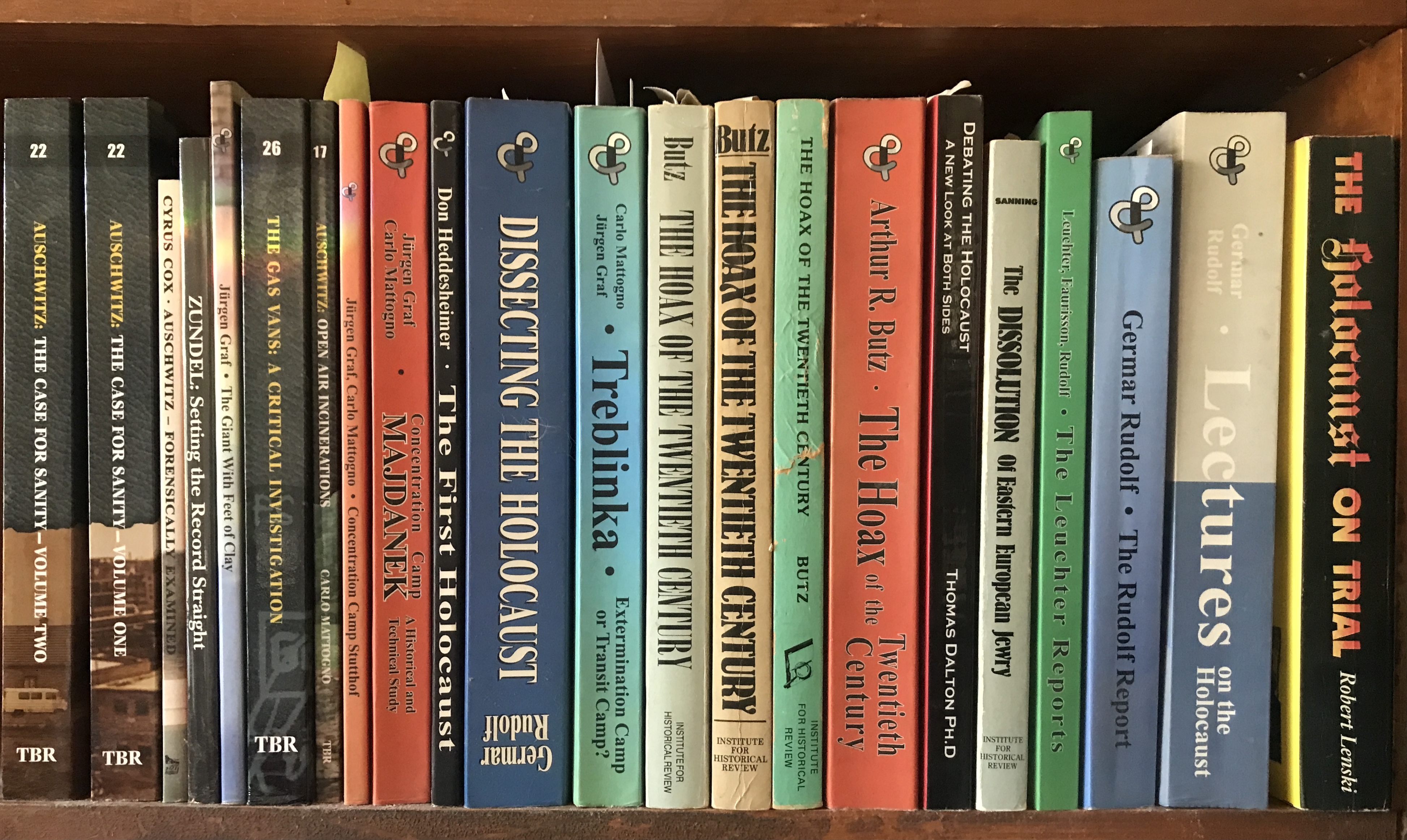
Книги отрицателей Холокоста

Отрица́ние Холоко́ста (ревизионизм Холокоста) — теория заговора, согласно которой Холокоста не существовало в том виде, в котором его описывает общепринятая историография.
Сторонники этой теории отрицают, что нацисты проводили целенаправленную политику уничтожения евреев, использовали для этого среди прочего специальные учреждения, предназначенные для массовых убийств (лагеря смерти) и оснащённые газовыми камерами, а также, что число жертв этой политики составляет примерно 6 млн человек.
Большинство профессиональных историков характеризует отрицание Холокоста как ненаучную и пропагандистскую деятельность. Они отмечают, что отрицатели игнорируют научные методы исследований, а также часто исповедуют антисемитские и неонацистские взгляды.
Организация Объединённых Наций отвергает и осуждает любое отрицание Холокоста как исторического события. В ряде стран публичное отрицание Холокоста является противозаконным.

## Суть явления и аргументы ревизионистов
Холокост является одним из наиболее изученных событий в человеческой истории. Его ключевыми признаками в общепринятой историографии считаются следующие факты:
- массовая гибель евреев была результатом целенаправленной политики официальных властей нацистской Германии;
- для массового уничтожения евреев были созданы и использовались газовые камеры и лагеря смерти;
- число жертв среди еврейского населения на территориях, подконтрольных национал-социалистам и их союзникам, составляет примерно 6 миллионов человек.

Именно эти факты оспаривают отрицатели Холокоста.
Чтобы обосновать свои претензии, отрицатели выдвигают тезисы о массовых подделках, масштабных фальсификациях и сокрытии фактов в пользу евреев. Также отрицатели часто утверждают, что вышеуказанная информация была сознательно сфальсифицирована сионистами для вымогательства денег у Германии и её союзников, а также для оправдания создания Государства Израиль.
В поддержку своих тезисов ревизионисты приводят следующие аргументы:
- массовое исчезновение евреев из мест компактного проживания произошло не в результате истребления, а в результате их переселения или депортации;
- отсутствие документов и приказов об уничтожении евреев свидетельствует о том, что их никогда не существовало, поскольку в спешке при отступлении они не могли быть уничтожены;
- существует намного меньше свидетельств преступлений Холокоста, чем принято считать, а имеющиеся свидетельские показания об истреблении евреев часто противоречат друг другу;
- массовые отравления газом и сожжение тел жертв в тех количествах, которые приводятся в официальной историографии, были технически и экономически невозможны.

Часть ревизионистов не отрицает при этом, что большое число евреев было отправлено нацистами в концлагеря, где многие из них умерли от голода и болезней, и что нацисты массово расстреливали евреев на Восточном фронте.

### Демография
Демографическая проблема мало рассматривается в работах ревизионистов и является одним из самых слабых мест их теорий, поскольку им очень сложно найти внятное объяснение тому, куда исчезли из Европы миллионы евреев — если они не были убиты.
Как утверждает Павел Полян, первая относительно серьёзная работа по пересмотру демографических данных по Холокосту была написана в 1958 году американским социологом Фрэнком Ханкинсом. Эта работа не была опубликована при жизни автора и вышла лишь в 1983 году. Ханкинс не отрицал численность погибших. Главный тезис данной работы состоял в том, что за основную часть среди 6 миллионов еврейских жертв несёт ответственность не Гитлер, а Сталин. Однако, как пишет Полян, никаких данных о массовых антиеврейских репрессиях в СССР не обнаружено, в том числе и после открытия архивов. Полян также критикует работу Ханкинса с источниками и показывает, каким образом тот пришёл к неверным выводам. При этом Ханкинс создал базу для последующих отрицателей, указав реальные проблемы демографического учёта численности жертв геноцида.

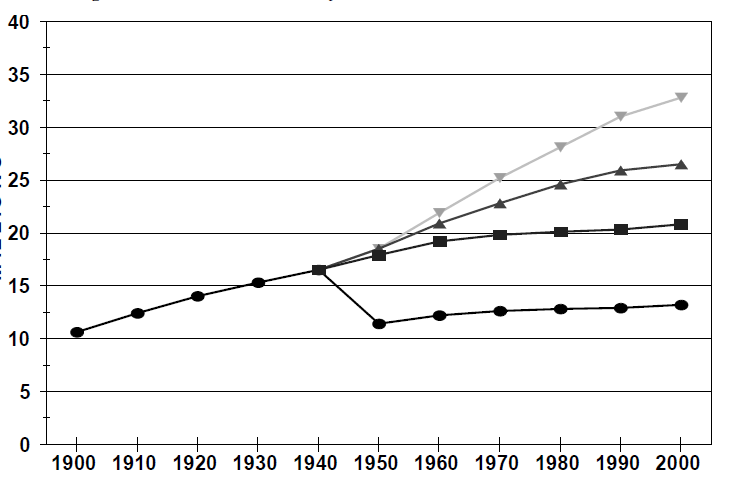
Еврейское население мира в млн чел., рассчитанное без учёта воздействия Холокоста. Три верхних графика — предположительные расчётные сценарии, нижний — реальный

В 1983 году почти сразу после выхода книги Ханкинса писатель Вальтер Заннинг издал книгу «Исчезновение восточноевропейского еврейства». В ней он писал, что большая часть европейских евреев сумела нелегально (и потому в обход официальной статистики) бежать в СССР, США и Палестину. Один из отрицателей Артур Батц заявил, что якобы убитые евреи на самом деле выжили, но потом не восстановили связи со своими довоенными родственниками.
Критики ревизионистов указывают на то, что никаких реалистичных объяснений, куда именно были «переселены» от 5 до 6 миллионов евреев, отрицателями Холокоста не приведено. В частности, Заннинг пользовался в своих расчётах абсолютно недостоверными данными, игнорируя официальные источники. Из используемых источников он выбирал те данные, которые подтверждали его теорию, остальные отбрасывал, пользуясь даже дезавуированными цифрами. Демограф Серджо делла Пергола указывает, что результатом Холокоста стало катастрофическое уменьшение численности еврейского населения — в целом в мире, а не только на европейском континенте. Он отмечает, что доля еврейского населения в мире упала с 0,75 % в 1939 году до 0,23 % к началу XXI века. По расчётам Пергола, без Холокоста еврейское население мира могло составить к 1990 году по разным сценариям от 20 до 31 миллиона человек. В реальности оно составило 13 млн. На 2024 год довоенная численность еврейского населения ещё не была достигнута.
Исследователи Холокоста опираются на существующую и доступную статистику уничтожения евреев, в том числе на документы, составленные органами СС. Отрицатели же игнорируют практически все немецкие статистические документы и отчёты, включая два отчёта представителя Гиммлера доктора Рихарда Корхера, который уже к началу 1943 года констатировал сокращение еврейского населения Европы на 4 млн человек. По данным израильского Мемориального музея Холокоста «Яд ва-Шем», по состоянию на май 2024 года 4,9 миллиона жертв были идентифицированы персонально.

### Документы об уничтожении

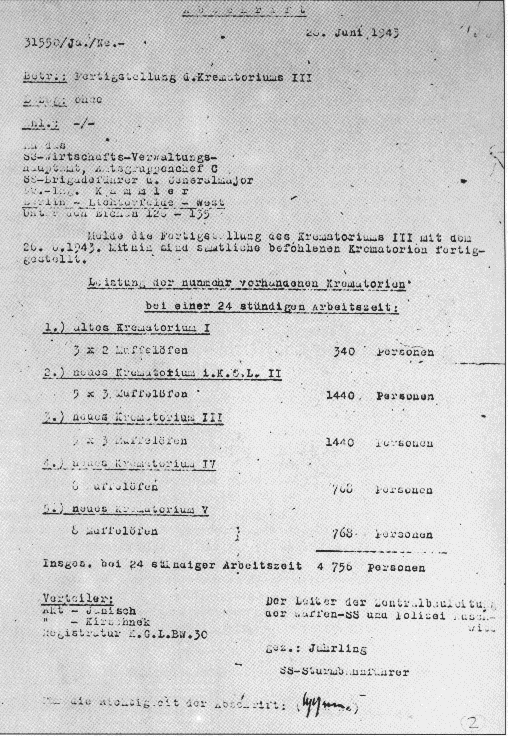
Копия записки, посланной в 1943 году генералу СС Каммлеру, с указанием, сколько тел может быть уничтожено в Освенциме за 1 день — 4756

Юрген Граф писал, что никаких приказов Гитлера о физическом уничтожении евреев, в отличие, к примеру, от приказа об умерщвлении безнадёжно больных или казни сбитых американских лётчиков, найдено не было. Дэвид Ирвинг утверждал, что при написании биографии Гитлера по первичным документам он не обнаружил ни одного документа о его причастности к геноциду. Он заявил, в частности, что предлагает «тысячу фунтов стерлингов любому лицу, кто сможет предъявить хотя бы один документ военного времени, доказывающий, что Гитлер знал, например, об Освенциме». Те документы об уничтожении, которые были найдены, отрицатели объявляют послевоенными подделками. Отрицатели трактуют термин «окончательное решение еврейского вопроса» как переселение или депортацию, но не уничтожение.
Представители общепринятой точки зрения на Холокост указывают на то, что план истребления евреев Европы существовал, и руководители нацистской Германии делали на этот счёт вполне однозначные высказывания. Например, в дневнике Геббельса было записано:

- 15 февраля 1942 года: Фюрер ещё раз выразил свою готовность безжалостно очистить Европу от евреев. Здесь не должно быть никакого щепетильного сентиментализма. Евреи заслужили катастрофу, которая теперь с ними происходит.  Мы должны ускорить этот процесс с холодной безжалостностью.
- 27 марта 1942 года: Это довольно-таки варварская процедура, и она не будет здесь описана в точности. Евреев останется мало. В целом, можно сказать, что около 60 процентов из них придётся ликвидировать, и лишь 40 процентов можно использовать в качестве рабочей силы.

Оригинальный текст (нем.)
- Der Führer gibt noch einmal seiner Meinung Ausdruck, daß er entschlossen ist, rücksichtslos mit den Juden in Europa aufzuräumen. Hier darf man keinerlei sentimentalen Anwandlungen haben. Die Juden haben die Katastrophe, die sie heute erleben, verdient. Sie werden auch ihre eigene Vernichtung erleben. Wir müssen diesen Prozeß mit einer kalten Rücksichtslosigkeit beschleunigen.
- Es wird hier ein ziemlich barbarisches und nicht näher zu beschreibendes Verfahren angewandt, und von den Juden selbst bleibt nicht mehr viel übrig. Im großen und ganzen kann man wohl feststellen, daß 60 Prozent davon liquidiert werden müssen, während nur 40 Prozent in die Arbeit eingesetzt werden können.

При этом по расчётам самих нацистов, в Европе было 11 млн евреев, а 60 % от этого числа составляет 6,6 млн.
Аналогичные однозначные высказывания о целенаправленном и массовом убийстве евреев делали Гитлер, Гиммлер и множество других руководителей более низкого ранга.

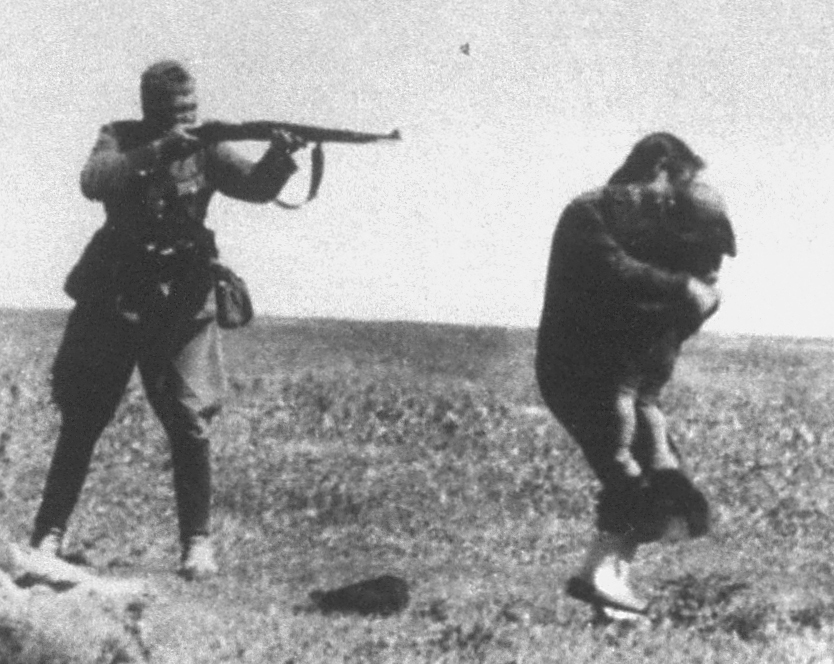
Член айнзацгруппы расстреливает еврейских женщину и ребёнка близ Ивангорода, УССР, 1942 год. Фрагмент фотографии айнзацгруппы в Ивангороде

Конкретный документ, свидетельствующий о точной дате принятия решения о массовом уничтожении евреев, не сохранился. Тем не менее часть историков уверены, что такой документ существовал и был принят весной или в начале лета 1941 года. В частности, израильский историк профессор Дан Михман считает, что это мог быть секретный устный указ Гитлера. Он ссылается на немецкого историка Мартина Брошата, который исследует систему руководства Германией в книге «Государство Гитлера». Аналогичного мнения придерживается историк Хельмут Краузник. Другие учёные (в частности Рауль Хильберг и сам Мартин Брошат) полагают, что такой документ появился намного позже или не существовал вовсе, однако такая позиция не означает отрицания ими немецкой политики массового геноцида евреев. Кристофер Браунинг считает, что решение о переходе от планов переселения к планам тотального уничтожения было принято в сентябре-октябре 1941 года.
Персональная вовлечённость Гитлера в процесс массового уничтожения не вызывает у большинства историков сомнений. В частности, Саул Фридлендер приводит примеры личных отчётов о действиях айнзатцгрупп и прямой приказ Гитлера об уничтожении остававшихся в живых евреев в районе Ровно на Украине в 1942 году. Кроме прочего, в своём завещании, написанном накануне самоубийства, 29 апреля 1945 года, Гитлер называл уничтожение евреев величайшей услугой, оказанной человечеству национал-социализмом.

### Критика показаний свидетелей

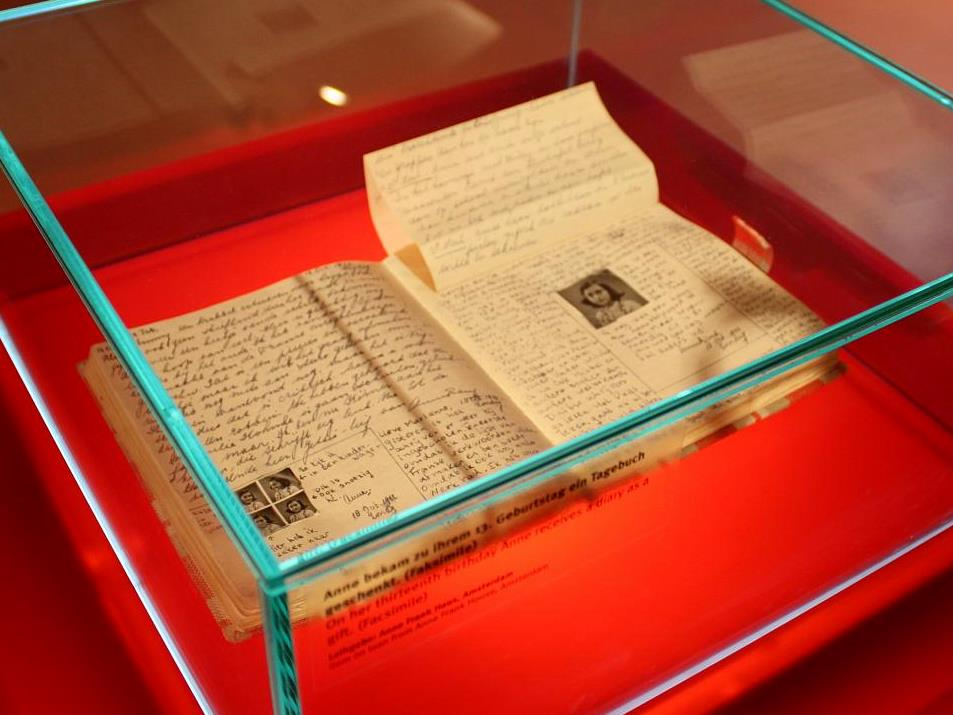
Дневник Анны Франк

Критика свидетельств очевидцев, по мнению историков, является наиболее сильной стороной ревизионистской аргументации, поскольку многие рассказы выживших узников действительно изобилуют неточностями, преувеличениями и противоречиями.
В частности, ревизионист Фридрих Брукнер писал, что свидетели убийств евреев газом в Освенциме неоднократно меняли свои показания, а также делали невероятные утверждения — например, о размещении от 700 до 800 человек в камере площадью 25 м² (то есть 32 человека на одном квадратном метре, что физически невозможно).
Признания самих нацистов отрицатели обычно считают выбитыми после войны с помощью угроз и пыток или полностью сфальсифицированными.
По мнению историков, объяснения отрицателей, что многочисленные признания нацистов были вынужденными, не выдерживают критики, поскольку эти признания повторялись также намного позднее, когда никакого давления на их авторов уже не оказывалось, в том числе в качестве свидетелей — до конца 1960-х годов. Отдельные некорректные утверждения отдельных свидетелей не делают ложными весь гигантский массив свидетельских показаний. Например, отрицатели отвергают показания свидетеля Рудольфа Врбы о газовых камерах Освенцима только потому, что он перепутал дату визита в концентрационный лагерь Генриха Гиммлера. Отрицатели, отвергая показания свидетелей из-за разницы в описании событий, не учитывают индивидуальность восприятия и субъективные интерпретации. Историки считают, что личные свидетельства являются важным историческим источником и расхождения в деталях не умаляют их общей доказательности.
Историк Александр Немировский отмечает, что сомнения в показаниях свидетелей относительно деталей массовых убийств выглядят вполне разумно, поскольку свидетели зачастую просто не могли их знать и их показания в этой части являются вымыслом. Однако перенос этих сомнений на сам факт массовых убийств, подтверждённый также многочисленными объективными данными, не обоснован.
Отрицатель Робер Фориссон объявил послевоенной подделкой известный дневник Анны Франк. Многочисленные экспертизы, включая экспертизу Нидерландского государственного института военной документации, опровергли предположения Фориссона.

### Производительность крематориев

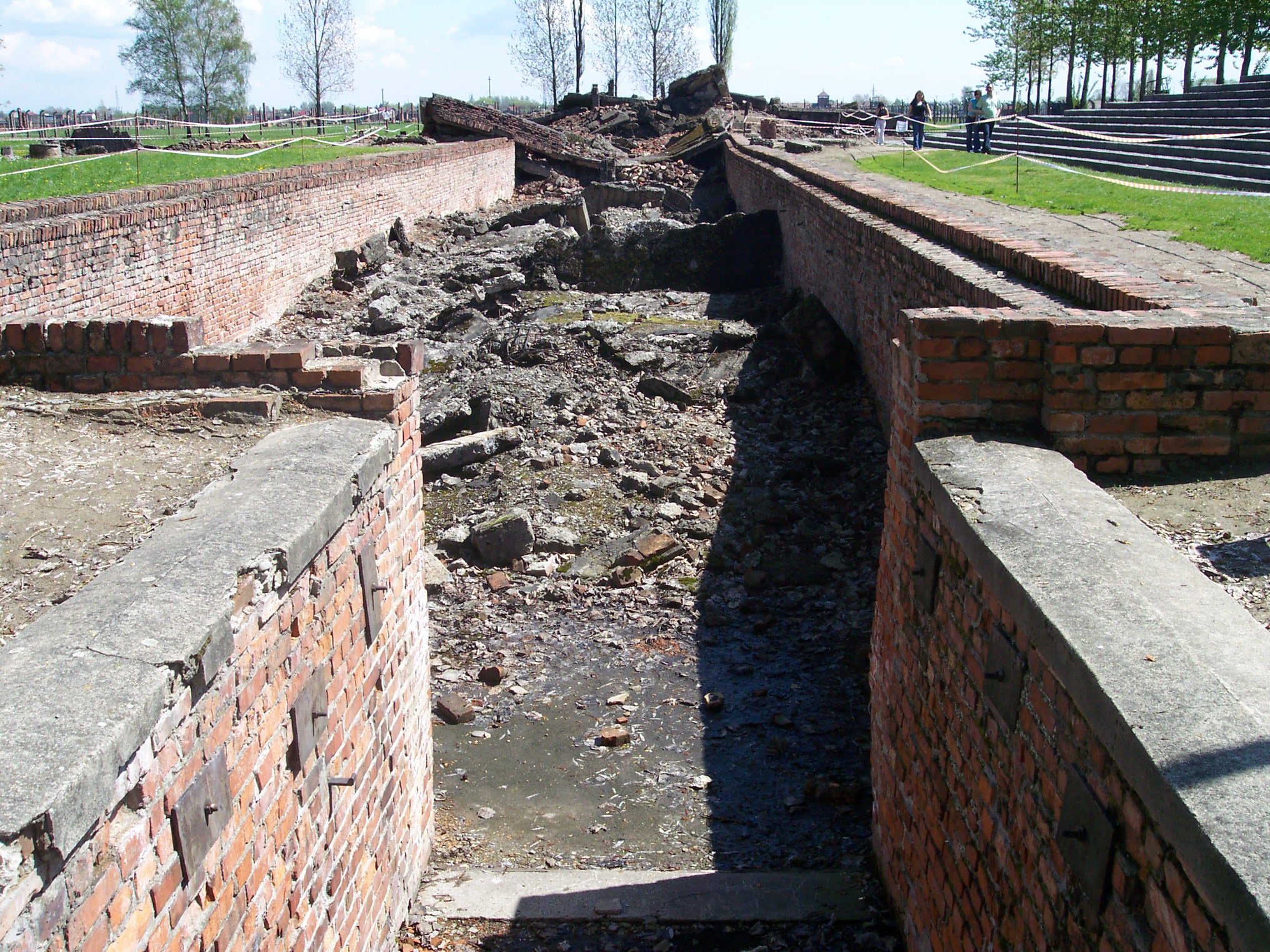
Вход в крематорий III в Биркенау (Освенцим)

Юрген Граф в книге «Миф о Холокосте» писал, что в крематориях Освенцима невозможно было сжечь такое количество трупов, которое указывается в литературе по Холокосту, — 4756 трупов в день. Со ссылкой на Рауля Хильберга он производит следующий подсчёт числа муфелей:

главный крематорий I Освенцима имел 6 муфелей (муфельных печей), крематории II и III в Биркенау — по 15 муфелей каждый, а крематорий IV и V (также в Биркенау) — по 8 муфелей. В сумме получается 52 муфеля

Граф утверждает, что в современных крематориях сожжение одного трупа в муфеле длится от 1 до 1,5 часов. Если в 52 муфелях сжигать 4756 трупов в день, то на каждый муфель придётся по 95 трупов в день. Согласно этим подсчётам, производительность крематориев в Освенциме должна была быть в 4 раза выше, чем у современных.
По мнению критиков, отрицатели занижают производительность нацистских крематориев. Сравнения с процедурой гражданской кремации для доказательства того, что печи крематориев не могли сжечь такое множество тел, являются некорректными, поскольку в данном случае такая процедура места не имела.
В записке, посланной 28 июня 1943 года в Берлин генералу СС Каммлеру, указывается число тел, от которых можно было избавляться за один день в Освенциме, — 4756. Фирма «Топф и сыновья», производившая печи для крематориев, получила в 1951 году патент, в котором говорится, что один муфель может кремировать один труп за полчаса. 14 июля 1941 года Топф писал Гиммлеру:

В кремационных двойных муфельных печах «Топф», работающих на коксе, в течение примерно 10 часов может быть произведена кремация 30—35 трупов. Упомянутое число трупов может сжигаться, не вызывая перегрузки печи. Не беда, если по условиям производства кремация будет производиться днём и ночью.

Кроме того, когда печи не справлялись с нагрузкой, сжигание тел производилось в больших ямах на открытом воздухе.

### Отравление газом

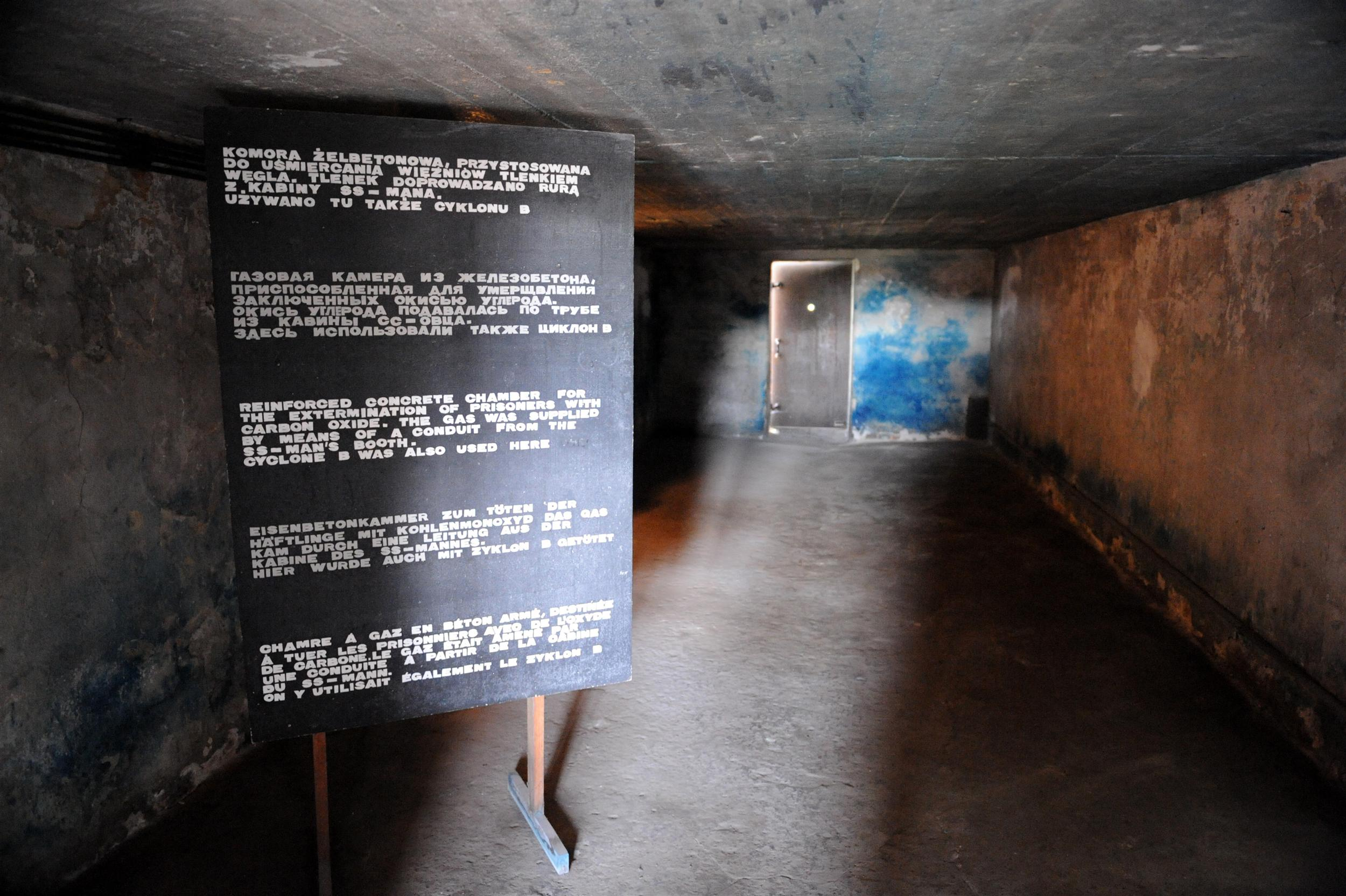
Газовая камера в Майданеке

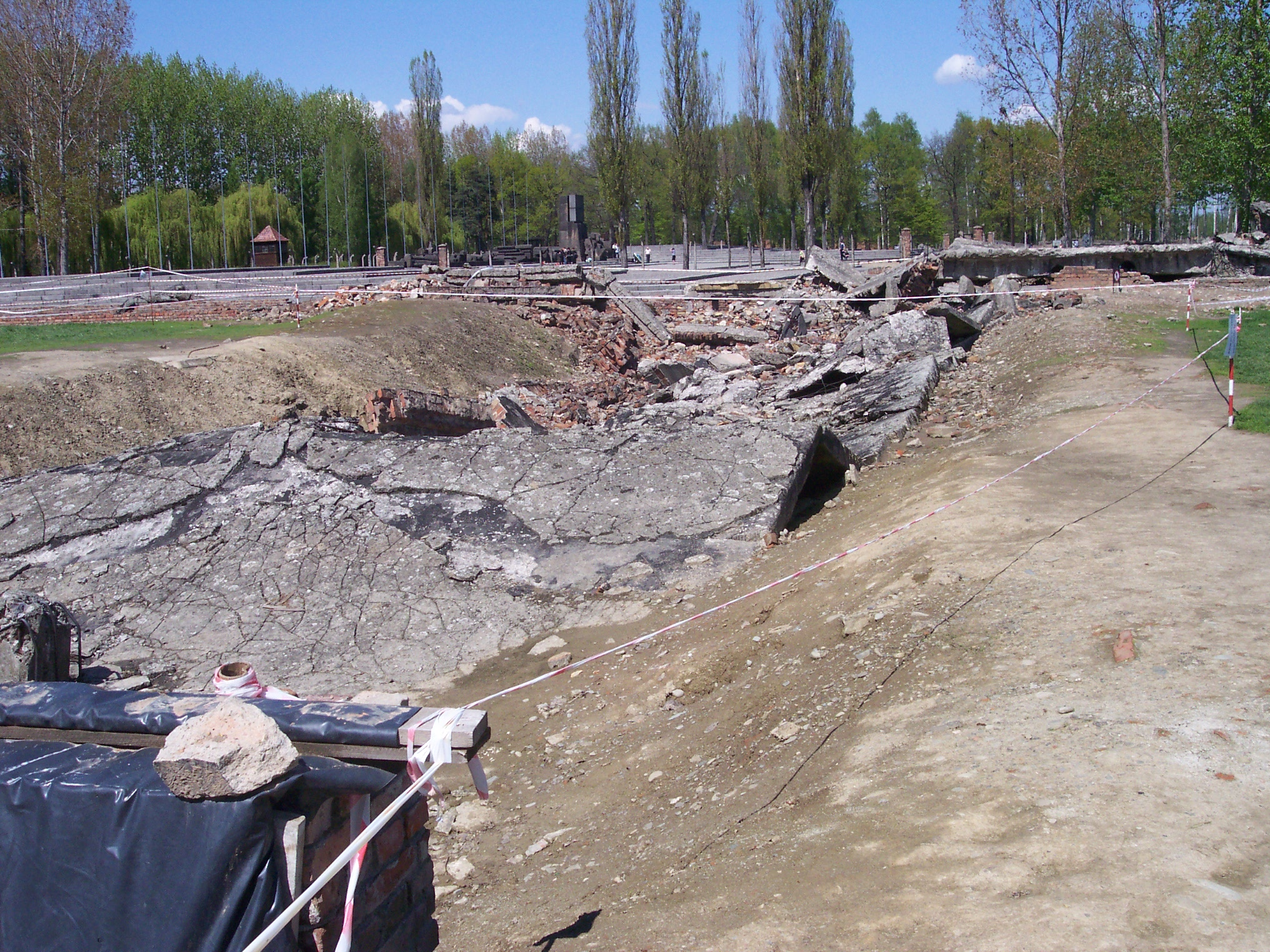
Руины газовой камеры в Аушвиц-2

По мнению историка Рауля Хильберга, вопрос о существовании газовых камер, предназначенных для массового отравления людей газом, является одним из важнейших для понимания сущности преступного замысла нацистов. Освенцим является символом Холокоста, и поэтому тема газовых камер заняла одно из центральных мест в дискурсе отрицателей.
Отрицатели утверждают, что газовые камеры были не местом массового убийства заключённых, а бомбоубежищами. Они утверждают также, что конструкция камер не позволяла производить в них отравления газом.
Марк Вебер пишет со ссылкой на Робера Фориссона, что в многотомных мемуарах Дуайта Эйзенхауэра, Уинстона Черчилля и Шарля де Голля газовые камеры не упоминаются ни разу.
Отрицатели также часто ссылаются на немецкого историка Мартина Брошата, который писал, что в Берген-Бельзене и Бухенвальде газовых камер не было вовсе, а в Дахау камеры не были достроены. Но основные отравления газом происходили не в собственно Германии, а на территории Польши — в Хелмно, Белжеце, Собиборе, Треблинке и Освенциме. При этом, в отличие от уничтоженных нацистами при отступлении камер в других лагерях, сохранилась газовая камера в Майданеке.
Выделяющийся газ — синильная кислота — образует с покрытием стен устойчивое химическое соединение, но анализы соскобов, сделанные американским техником Фредом Лейхтером и немецким химиком Гермаром Рудольфом, дали отрицательные результаты.
Однако исследования Лейхтера и других, на которые ссылаются отрицатели, доказывая, что отравления людей газом в Освенциме не происходили, произведены с рядом методологических ошибок, приведшим к неверным выводам. В 1994 году краковский Институт судебной экспертизы опубликовал подробное исследование цианидов, присутствующих в газовых камерах Освенцима и Биркенау. Исследование «подтвердило наличие производных цианида в различных развалинах газовых камер»
Утверждения, что в камерах не было отверстий для ввода газа, опровергаются свидетелями, документами и новейшими исследованиями, а утверждения о том, что это бомбоубежища, не подтверждаются, поскольку они были слишком далеко от казарм. Лишь одна из пяти газовых камер Освенцима в 1944 году была переделана в бомбоубежище.

Критики отмечают, что отрицатели зачастую опровергают ими же вымышленный тезис, что якобы 6 млн евреев были убиты именно в газовых камерах. Между тем, такого тезиса историческая наука никогда не выдвигала, в газовых камерах была убита лишь часть жертв Холокоста, а остальные погибли по другим причинам (расстрелы, голод, болезни и т. п.). Аналогичным примером является попытка опровержения Леоном Дегрелем «официальной статистики о 24 000 убиваемых ежедневно только в газовых камерах Освенцима», в то время как 24 тысячи человек за один день было убито в Освенциме только один раз за весь период его существования — 28 июня 1944 года.

## История развития отрицания и ревизионизма Холокоста

### 1945—1970
База для отрицания Холокоста создавалась самими нацистами: когда стало понятно, что война может быть проиграна, Гиммлер приказал уничтожить документы, связанные с геноцидом. В апреле 1945 года он подписал официальное распоряжение, чтобы ни один заключённый концлагерей не «попал живым в руки врагов». Кроме того, многие люди не верили сообщениям о жестокости и массовых убийствах со стороны немцев, поскольку во время Первой мировой войны также ходили похожие истории, которые как позже выяснилось, были выдуманы союзниками, чтобы обеспечить общественную поддержку войне против Германии. Также важную роль сыграла информационная стратегия союзников во время Второй мировой войны, которая замалчивала и преуменьшала страдания евреев.
Первым отрицателем Холокоста историки называют Александра Ратклифа, шотландского ультраправого политика, который утверждал в конце 1945 года в своём журнале «Авангард», что Холокост выдуман евреями. Ратклиф также утверждал, что британское правительство фактически контролируется евреями, а Гитлер — спаситель Европы от большевизма. Одним из ранних отрицателей историки называют также английского писателя и журналиста Дугласа Рида и шведского антисемита Эйнара Оберга.
Историк и демограф Павел Полян пишет, что первой попыткой поставить под сомнение выводы Нюрнбергского трибунала были статьи французского коллаборациониста Мориса Бардеша в 1947 году. Бардеш утверждал, что причинами массовой гибели заключённых в немецких лагерях были суровые военные условия и вызванные ими истощение людей и эпидемии.
Однако первым отрицателем Холокоста, получившим массовую известность, стал француз Поль Рассинье, который в годы войны был участником Сопротивления и узником Бухенвальда, а после войны стал депутатом парламента. В 1948 году он выпустил книгу «Пересечение черты» (фр. Le Passage de la Ligne), в которой, не отрицая политику террора и уничтожения евреев в концлагерях, переложил вину за неё на других узников — капо, старших по баракам и т. п. Рассинье выразил сомнение в численности жертв и в том, что немцы специально убивали евреев.
В 1961 году Рассинье издал книгу «Обман Улисса», а в 1964 — «Драма европейских евреев». Рассинье доказывал, что погибло «всего» 0,5—1,5 млн евреев, и повторял тезис Бардеша, что они умерли не потому, что немцы их убивали, а потому, что они не приспособились к тяжёлым условиям военного времени. В 1964 году Рассинье первым среди отрицателей заявил о том, что никаких газовых камер у немцев не было.
В этот период в Европе отрицание было совершенно маргинальным явлением, поскольку воспоминания о войне были достаточно свежими и множество свидетелей событий были ещё живы.
В США исходной почвой для отрицания Холокоста стал изоляционизм, наиболее известным представителем которого был историк-германофил Гарри Элмер Барнс. По мнению изоляционистов, сформированному ещё в период Первой мировой войны, США напрасно ввязывались в войны против Германии, развязанные её врагами, в частности Польшей и Великобританией. Сходные позиции занимал Дэвид Хоган в книге «Навязанная война». Отрицание Холокоста в этих условиях приняло форму мифа о том, что большинство евреев уцелело, переехав в другие страны. Ещё в 1959 году священник англиканской церкви Джералд Смит в журнале «Крест и флаг» написал, что шесть миллионов евреев не были убиты в период Холокоста, а иммигрировали в США. В 1968 году Барнс обвинил Израиль в получении денег от Германии за вымышленные еврейские трупы.

### 1970-е — 1990-е годы
1970-е годы ознаменовались подъёмом ревизионистского движения в Европе, было выпущено множество книг, статей и брошюр, а также начата пропагандистская атака на главный символ Холокоста — лагерь Аушвиц.
В 1973 году в Германии вышли книги зондерфюрера СС в Аушвице и фермера Тиса Кристоферсена «Ложь Освенцима» (нем. Die Auschwitz-Lüge) и «Сомнительные комбинации лжи» (нем. Hexeneinmaleins einer Lüge) Эмиля Ареца (Emil Aretz), а в США — литературоведа-медиевиста Остина Эппа «Обман о шести миллионах» (англ. The Six Million Swindle: Blackmailing the German People for Hard Marks with Fabricated Corpses).
В 1974 году в Великобритании была опубликована книга члена ультраправого Британского национального фронта Ричарда Харвуда «Погибли ли шесть миллионов?». Харвуд заявлял, что погибло всего 10 тысяч евреев, причём репрессии были направлены не против евреев, а против оппонентов нацистского режима. Также в этот период опубликовал свои книги и эссе юрист из Гамбурга Вильгельм Штеглих, который сосредоточился на опровержении документов и свидетельских показаний о Холокосте.
Остин Эпп сформулировал «восемь неопровержимых тезисов», которые на долгие годы стали «катехизисом» отрицателей:
- Планы нацистов относительно евреев предусматривали не убийства, а переселение (депортацию) с территорий подконтрольных нацистской Германии. Общего плана уничтожения никогда не существовало. Термин «окончательное решение» означает именно переселение, но не уничтожение.
- Газовых камер для уничтожения людей никогда не существовало, равно как и лагерей смерти. Массовые отравления газом и сожжение тел жертв в тех количествах, которые приводятся в официальной историографии, были технически и экономически невозможны.
- Большинство исчезнувших европейских евреев не были убиты, а эмигрировали в США и Палестину или оказались на территории СССР. В результате они пропали из поля зрения статистики.
- Пострадавшие от немцев евреи были партизанами, диверсантами, саботажниками и противниками нацистского режима. Суровое обращение с ними вполне объяснимо законами военного времени.
- Документы, которые могли бы разоблачить «выдумку» о геноциде, находятся в советских архивах и израильских архивах и недоступны для непредвзятых исследователей.
- Уничтожение евреев — вымысел союзной пропаганды военного времени, раздутый еврейскими СМИ для демонизации и дискредитации националистического движения в Европе и во всём мире.
- «Миф о Холокосте» позволяет мировому еврейству и Государству Израиль получать важные моральные преимущества и материальные выгоды.
- Эта «выдумка» продолжает существовать благодаря солидарности еврейской научной «клики» и репрессий в отношении «честных» историков, её разоблачающих.

Самой популярной книгой этого периода стало сочинение специалиста по электронике профессора Артура Батца «Вымысел XX века». Она была выпущена в 1975 году. Батц доказывал, что численность жертв среди евреев составила 1 млн человек, и утверждал, что вермахт и СС не осуществляли геноцид евреев. По его мнению, политика немцев состояла в выселении евреев за пределы рейха, конфискации их собственности и использовании принудительного труда на военных заводах.
| Дата                    | Место               | Событие                                                               |
| ----------------------- | ------------------- | --------------------------------------------------------------------- |
| 19 ноября 1992 года     | Вайнхайм, Германия  | Международная конференция                                             |
| 7-9 августа 1998 года   | Аделаида, Австралия | Международная конференция                                             |
| 6−7 октября 2001 года   | Триест, Италия      | Конференция «Ревизионизм и достоинство побежденных стран»             |
| 26-27 января 2002 года  | Москва, Россия      | «Международная конференция по глобальным проблемам всемирной истории» |
| 11—12 декабря 2006 года | Тегеран, Иран       | «Обзор Холокоста: глобальное видение»                                 |

До середины 1970-х отрицатели не получали внимания крупнейших СМИ. Однако в 1978 году Робер Фориссон поместил письмо, отрицающее Холокост во французской газете Le Monde. В том же году Дэвид Маккалден и Уиллис Карто основали «Институт пересмотра истории» (ИПИ) в качестве организации, которая открыто поставила целью опровергнуть общепринятый взгляд на историю Холокоста. ИПИ утвердился в качестве традиционного представителя исторического ревизионизма. Большинство материалов, публикуемых и распространяемых ИПИ, посвящены опровержению фактов, связанных с Холокостом. ИПИ стала одной из самых важных организаций, занимающихся отрицанием Холокоста. С 1995 года директором Института пересмотра истории является Марк Вебер — один из немногих ревизионистов, имеющий профильное историческое образование. ИПИ начал выпуск журнала Journal of Historical Review и проведение международных конференций по этой теме. Наиболее крупной и представительной из них стала Международная тегеранская конференция «Обзор Холокоста: глобальное видение», проведённая 11—12 декабря 2006 года министерством иностранных дел Ирана.
С середины 1970-х годов ревизионизм, который ранее ассоциировался исключительно с неонацизмом, приобрёл статус самостоятельного движения и получил определённую респектабельность. Книги и статьи современных отрицателей пишутся относительно нейтральным языком и снабжаются большим количеством сносок на источники, что делает их внешне похожими на научную литературу. Ключевой фигурой в мировом распространении материалов отрицателей (брошюры, книги, видео- и аудиокассеты) стал проживавший в Канаде немецкий ревизионист Эрнст Цюндель. Он же использовал фантастическую литературу о секретных нацистских базах в Антарктиде чтобы внедрить идеи отрицания Холокоста. Американский исследователь Стивен Аткинс писал в 2009 году, что это движение не является многочисленным и насчитывает в мире около 250 активистов, хотя сторонников у таких взглядов намного больше.
С конца 1970-х годов начался новый период этого движения, который характеризовался, по мнению политолога Дамира Скендеровича, четырьмя основными аспектами: отрицатели стали использовать поддельные доказательства основанные на естественнонаучных методах, они стали регулярной темой публичного обсуждения (например, конфликты вокруг Фориссона, Рока и Гароди во Франции), появилась международная сеть, основанная на издательствах, институтах и конференциях и с появлением в разных странах законов с запретом отрицания Холокоста ревизионисты начали представлять свою деятельность в рамках «свободы слова».
Заметным успехом отрицателей была кампания по публикации платных объявлений в университетских газетах США от имени Комитета открытых дебатов по Холокосту, созданного Марком Вебером и Брэдли Смитом. В 1989 и 1992 годах две кампании помогли им не только попасть в целевую аудиторию студентов и преподавателей крупнейших вузов, но и добиться того, что ревизионистами впервые заинтересовалось телевидение и крупнейшие национальные газеты.

### В XXI веке
С начала XXI века отрицатели стали массово использовать сеть Интернет с целью пропаганды своих идей. Было создано множество сайтов, где публикуются сочинения ревизионистов. В конце 2000-х годов отрицатели активизировались в социальных сетях. В первом докладе ЮНЕСКО и ООН об отрицании Холокоста, выпущенном в 2022 году, утверждалось, что почти половина информации о Холокосте в Telegram и пятая часть такой информации в Твиттере была ревизионистской или искажённой.
В противоположность этой оценке в статье 2017 года Holocaust denial in the age of web 2.0 историк из университета Эксетера Николас Терри утверждал, что та же самая лёгкость распространения информации, которая стала доступна отрицателям, привела к тому, что любой может мгновенно убедиться насколько ничтожны их аргументы и опровергнуть их. При этом старое поколение ревизионистов либо умерло, либо слишком стары для того чтобы вносить какой-либо существенный вклад в развитие этого движения, а новые имена практически перестали появляться. Поскольку все усилия отрицателей оказались сосредоточены в сети, то при выключении компьютера ревизионизм просто исчезает. Историк Джо Мальхолл в 2020 году отметил, что за предыдущее десятилетие традиционные отрицатели «выдохлись», их псевдоакадемическая манера не смогла привлечь молодое поколение. При этом он писал, что отрицание Холокоста как и антисемитизм в целом далеки от упадка и играют заметную роль в современном ультраправом движении. Для современных ультраправых Холокост не имеет такого принципиального значения, они более склонны цинично высмеивать его, чем всерьез опровергать.
Некоторые исследователи отмечают, что после громкого проигрыша процесса «Ирвинг против Липштадт» вульгарное отрицание Холокоста уступило приоритет другим тенденциям. В частности в Восточной Европе отмечается продвижение концепции «двойного геноцида» (нацистского и коммунистического), кодифицированной в Пражской декларации 2008 года. Критики этой концепции полагают, что такой подход позволяет оспаривать уникальность Холокоста, а также частично реабилитировать преступников и коллаборационистов.
В январе 2009 года директор ИПИ Марк Вебер вызвал смятение в среде отрицателей Холокоста, опубликовав эссе с заголовком «Насколько актуален ревизионизм Холокоста?» В нём он пришёл к неожиданному для своих радикальных соратников выводу: вместо того чтобы продолжать неэффективные споры о Холокосте, которые в основном проиграны, крайне правым следует сосредоточиться на борьбе с современным противником — так называемой «еврейско-сионистской властью».

## Конфликты

### Процесс «Мермельштейн против Института пересмотра истории»
В 1979 году ИПИ пообещал награду в размере 50 тысяч долларов любому, кто сможет доказать, что евреев убивали газом в Освенциме и затем разослал письма нескольким выжившим в Холокосте. Бывший узник Освенцима Мел Мермельштейн принял вызов, представив нотариально заверенный документ, что его депортировали в Освенцим и что он был свидетелем, как нацисты отправили его мать и двух сестёр в газовую камеру номер пять. ИПИ отказался принять эти доказательства и платить вознаграждение. Тогда Мермельштейн подал иск в суд Лос-Анджелеса с требованием выплатить ему указанное вознаграждение и компенсацию за моральный ущерб.
Суд при рассмотрении дела принял утверждения Мермельштейна. Судья Томас Т. Джонсон 9 октября 1981 года принял решение о судейской осведомлённости, что убийство газом евреев в Освенциме летом 1944 года является бесспорным фактом и не может быть поставлено под сомнение. Согласно судебному решению, принятому в июле 1985 года, ИПИ выплатил Мермельштейну 90 тысяч долларов и опубликовал письмо с персональными извинениями.

### Дело Кигстра и дело Росса
В 1984 году канадский учитель Джеймс Кигстра был обвинён по статье 281 (сейчас статья 319) Уголовного кодекса в разжигании ненависти против определённой группы. Кигстра на занятиях пропагандировал свои антисемитские взгляды, включая отрицание Холокоста. Кигстра был оштрафован на 5000 долларов и лишён права преподавания. Дело Кигстра стало поводом для обсуждения границ свободы слова в обществе и Верховном суде Канады. После многократного оспаривания судебных решений разных инстанций в феврале 1996 года Верховный суд утвердил окончательный приговор: 2 года тюремного заключения и 3000 долларов штрафа. Аналогичная проблема в той же Канаде была с учителем Малькольмом Россом, который из-за пропаганды отрицания Холокоста на рабочем месте в итоге судебных разбирательств был отстранён от преподавания.

### Процесс «Ирвинг против Липштадт»

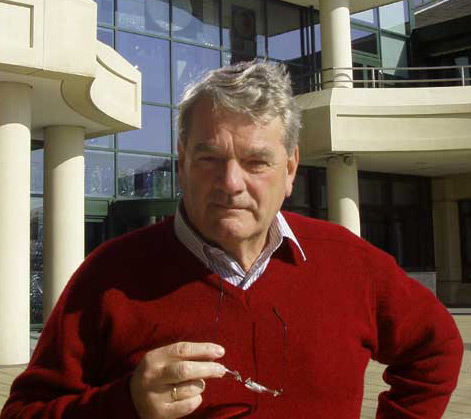
Дэвид Ирвинг в 2003 году

Одним из наиболее известных конфликтов, связанных с отрицанием Холокоста, был судебный процесс Ирвинг против Липштадт. В 1993 году американский историк Дебора Липштадт опубликовала книгу «Отрицание Холокоста: рост нападок на правду и память», посвящённую отрицателям Холокоста и их аргументации, в частности Дэвиду Ирвингу.
В 1996 году Ирвинг подал иск в британский суд на Дебору Липштадт и издательство Penguin Books с обвинением в клевете и нанесении ущерба своей научной и деловой репутации. Ирвинг подчеркивал, что выступает не против права своих противников иметь собственное мнение и подвергать нападкам чужое, а против клеветы и обвинений в неонацизме.
Ответчики пригласили в качестве эксперта британского историка Ричарда Эванса, специализировавшегося на истории нацистской Германии. Он исследовал книги, публикации и выступления Ирвинга, чтобы выяснить, было ли отрицание Холокоста следствием намеренных манипуляций, вызванных политическими интересами и убеждениями Ирвинга. Эванс обнаружил в работах Ирвинга ряд случаев, в которых он использовал фальшивые документы, игнорировал документальные доказательства, избирательно цитировал источники, вырывая фразы из контекста. На процессе выступили также ряд других экспертов: Петер Лонгерих, Роберт Ян ван Пелт, Кристофер Браунинг и Хайто Функе.

11 апреля 2000 года судья Грей огласил 333-страничный вердикт. Претензии Ирвинга были отвергнуты, он получил требование оплатить 3 млн фунтов в качестве компенсации судебных издержек и был объявлен банкротом. В тексте судебного решения Ирвинг был назван расистом и антисемитом.

## Методы и мотивация отрицания
Исследователи выделяют пять основных психологических приёмов, с помощью которых мотивируется отрицание геноцида, в том числе отрицание Холокоста:
- Важно установить истину. Люди не могли совершать такие чудовищные поступки, которые им приписываются.
- Наука не имеет достоверных и точных сведений о фактах геноцида, а неполную информацию давать не следует, поскольку это путает людей.
- Нет смысла обсуждать сегодня такие старые события, поскольку это не улучшит сегодняшний мир.
- Если признать геноцид, то потомки жертв будут сегодня терроризировать потомков преследователей.
- Жертвы сами виноваты в том, что с ними произошло.

Основными мотивами отрицания Холокоста считаются неонацизм и антисионизм, которые тесно связаны с антисемитизмом.

### Неонацизм, антисемитизм и отрицание Холокоста
Важными побудительными мотивами отрицания Холокоста являются неонацизм и антисемитизм.
Отрицание Холокоста играет существенную роль в международном неонацистском движении, поскольку позволяет снять с нацизма вину за гибель миллионов евреев и таким образом реабилитировать его. Это, по мнению ряда исследователей, объясняет, почему отрицание Холокоста распространено среди европейских и американских крайне правых. Такие взгляды также распространены среди многочисленных националистических группировок, в частности среди национал-анархистов и расистов.
Известно, что многие отрицатели Холокоста, такие как Дэвид Ирвинг, Эрнст Цюндель и другие, тесно связаны с антисемитскими и неонацистскими организациями, а также сами исповедуют аналогичные взгляды. Приговором британского суда в отношении Ирвинга установлено, что он намеренно манипулировал историческими данными и документами и что это было вызвано его антисемитизмом. Манфред Рёдер возглавлял террористическую неонацистскую группировку «Немецкая группа действия», а Дэвид Дюк руководил одним из отделений ку-клукс-клана.
Многие исследователи полагают, что антисемитизм и отрицание Холокоста имеют теснейшую связь. Дебора Липштадт считает, что люди, верящие отрицателям и повторяющие их тезисы, склонны к антисемитизму, но сами отрицатели — те, кто разрабатывает и пропагандирует эти взгляды, — несомненно антисемиты. Немецкий историк Юрген Царуски писал, что у отрицателей Холокоста

...речь идёт не о науке или научности в том или ином виде, пусть и базирующейся на возникших так или иначе ошибочных основаниях, а о специфической форме политической пропаганды, исходным и конечным пунктом которой является антисемитизм.
Оригинальный текст (нем.)Tatsächlich handelt es sich bei der Holocaust-Leugnung aber nicht um irgendeine Form von Wissenschaft, auch nicht um die Vertretung aufgrund von Irrtümern entstandener Thesen, sondern um eine spezifische Form politischer Propaganda, deren Ausgangspunkt und Zweck der Antisemitismus ist.

Аналогичного мнения об идеологической основе отрицания Холокоста придерживаются специалист по истории негационизма во Франции Валери Игуне и Европейское агентство по базовым правам (FRA), Сенат Чешской Республики и Международный альянс в память о Холокосте.

### Антисионизм и отрицание Холокоста
Существуют утверждения, что сионисты специально преувеличили число жертв Холокоста, что дало им моральные основания для создания Государства Израиль.
Некоторые отрицатели также утверждают, что существовал сговор между нацистами и сионистами, в том числе в деле уничтожения евреев. В частности, Юрий Мухин, утверждая, что в Европе нацисты евреев не уничтожали, пишет, что советских евреев они убивали по указанию сионистов.
Утверждение, что Израиль является главным выгодоприобретателем «мифа о геноциде», стало одним из ключевых в дискурсе отрицателей. По мнению Липштадт, это дало обоснование мотиву «мистификации», связало его с распространённым антисемитским стереотипом о еврейской жадности и усилило враждебность к еврейскому государству.

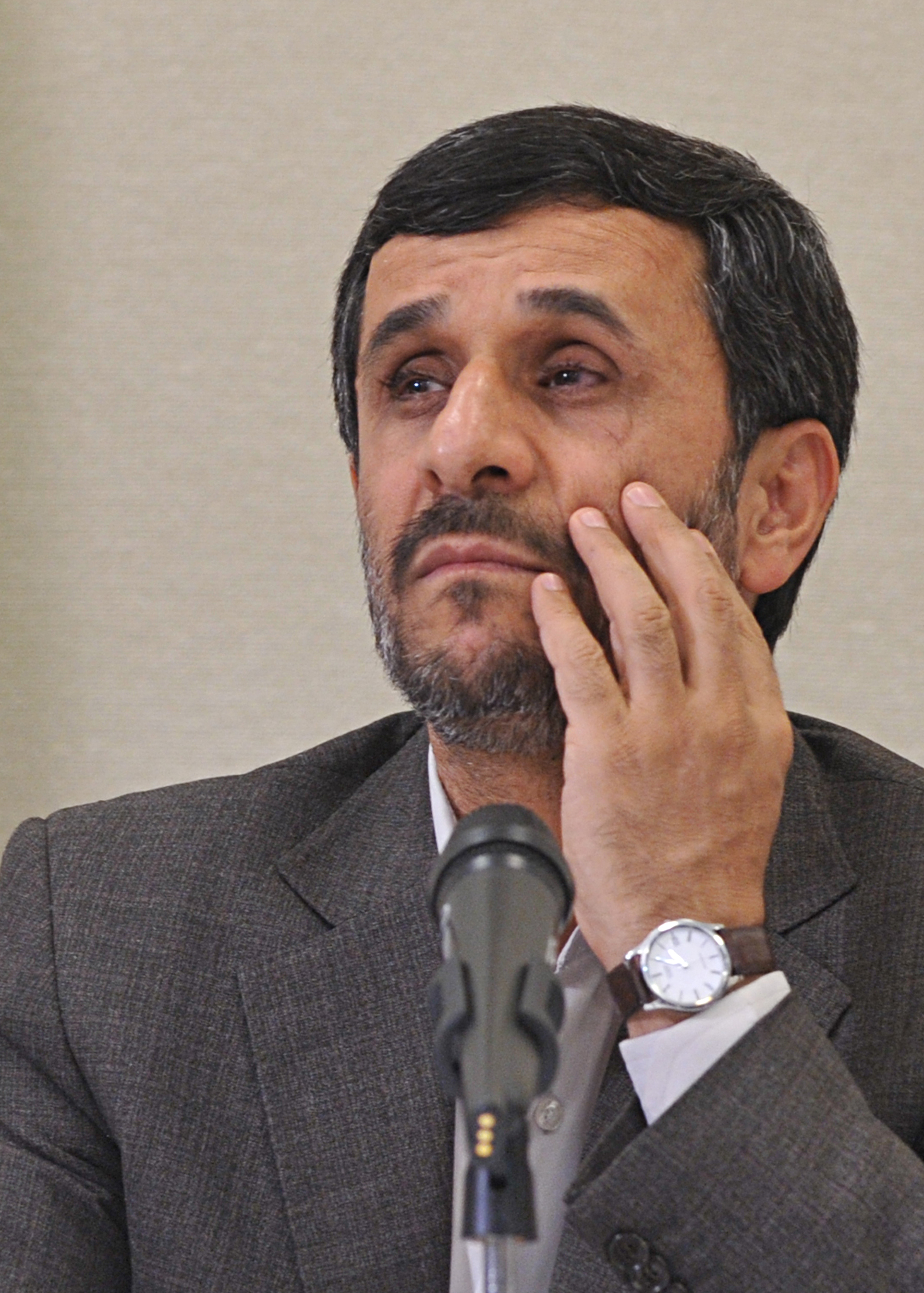
Президент Ирана в 2005—2013 гг. Махмуд Ахмадинежад

Одним из наиболее известных антисионистов-отрицателей является бывший президент Ирана Махмуд Ахмадинежад. Он неоднократно высказывался, что Холокост — это «ложь, основанная на бездоказательных и мифических утверждениях» и что территория Палестины была оккупирована сионистами на основании этой лжи. Представители США, стран Евросоюза и России резко осудили высказывания Ахмадинежада, в которых он отрицал Холокост и угрожал «стереть Израиль с лица земли».
Отрицание Холокоста, связанное с антисионизмом, распространено в арабских и мусульманских странах, в которых значительная часть населения отказывается признавать Израиль в качестве государства, особенно в Сирии, Египте и Саудовской Аравии, а также среди некоторых европейских левых политических активистов.
В отчёте Информационного центра изучения терроризма 2006 года указано, что множество статей, посвящённых отрицанию Холокоста в сирийских СМИ, выходивших при прямой поддержке правительства Башара Асада. Иранский политолог Рамин Джаханбеглу в работе «Отрицание Холокоста в Иране и антисемитский дискурс в исламском мире» пишет о тесной связи между антисемитизмом, антисионизмом и отрицанием Холокоста в арабских и исламских странах. Он отмечает, что арабские страны оказывают значительную помощь и поддержку европейским отрицателям. Политолог-иранист Матиас Кюнцель проводит противопоставление между отрицанием Холокоста как реального события и верой в нереальный вымысел вроде живущего много веков «Двенадцатого имама», активно пропагандируемый в Иране. Он отмечает, что нынешний иранский режим провозгласил антисемитизм и отрицание Холокоста частью государственной идеологии — и это первый в мире случай после окончания Второй мировой войны. Исламовед Гётц Нордбрух пишет, что важную роль в развитии отрицания Холокоста в арабских странах сыграла книга французского ревизиониста Роже Гароди «Основополагающие мифы израильской политики».
Пропагандой отрицания Холокоста активно занимаются исламистские организации, в частности движение Хамас. Глава подконтрольного Хамас комитета образования Газы Абдул Рахман Джамаль назвал Холокост в интервью Би-би-си «большой ложью», а духовный лидер Хамас Юнис аль-Асталь заявил, что преподавание истории Холокоста палестинским детям, которое планировалось агентством ООН по организации помощи палестинским арабам БАПОР, будет «военным преступлением». Аналогичную позицию занимает руководство Палестинской автономии.
Создание Израиля действительно исторически связано с Холокостом. В связи с этим ряд учёных и экспертов считают, что активность отрицателей, например Махмуда Ахмадинежада, определяется их антисионистскими и антисемитскими убеждениями, а не стремлением к исторической истине. Их цель — международная изоляция и уничтожение Израиля. В частности, востоковед Владимир Месамед пишет, что

основная причина постоянной апелляции иранского президента к идее отрицания Холокоста состоит в том, что властям исламского Ирана необходимо представить контрдоводы неуменьшающейся мировой критике по поводу иранской концепции уничтожения Израиля, а также аргументировать своё утверждение о том, что Израиль использует идею Холокоста для угнетения палестинцев.
Только в сентябре 2013 года новый президент Ирана Хасан Рухани в интервью CNN признал и осудил Холокост как форму геноцида, назвав его «большим преступлением» нацистов против евреев.
Один из ведущих исследователей Холокоста Иегуда Бауэр утверждал, что «отрицатели Холокоста, поддерживаемые радикальными исламистами, прокладывают путь к новому геноциду и к новым преступлениям против человечества».
В среде антисионистов существует также мнение, что борьба за права палестинских арабов не должна основываться на ложных аморальных предпосылках, одной из которых является отрицание Холокоста. В частности, палестинский террорист Махмуд аль-Сафади (англ. Mahmoud al-Safadi), отсидевший 18 лет в израильской тюрьме, писал Махмуду Ахмадинежаду:

…мы добиваемся не той независимости и не той победы, при которой можно будет оболгать геноцид еврейского народа, даже если силы, которые сегодня заняли и отняли у нас нашу землю, являются частью этого народа.
Шейх Хамза Юсуф считает, что отрицание Холокоста наносит ущерб исламу. Он полагает, что Холокост является очевидным фактом и отрицание этого факта подрывает основы эпистемологического знания, важного для всех авраамических религий, включая ислам. Он утверждал, что корректное отношение к Холокосту со стороны мусульман стимулирует лучшее понимание евреями проблем мусульман в рамках ближневосточного конфликта. Отрицание Холокоста осуждал известный культуролог и антисионист Эдвард Саид.
Ряд известных антисионистов открещивались от связывания их имени с отрицанием Холокоста.
В книге председателя ФАТХ и Организации освобождения Палестины Махмуда Аббаса «Другие лица» написано:

Очевидно, что есть заинтересованность сионистского движения преувеличивать число [смертей Холокоста], для того, чтобы получить от этого больше выгод. Это привело их к цифре [6 млн], которая была введена с целью усиления солидарности международного общественного мнения с сионизмом. Многие ученые обсуждали цифру в шесть миллионов и пришли к ошеломляющим выводам, установив число еврейских жертв всего в несколько сотен тысяч.Оригинальный текст (англ.)It seems that the interest of the Zionist movement, however, is to inflate this figure so that their gains will be greater. This led them to emphasize this figure [six million] in order to gain the solidarity of international public opinion with Zionism. Many scholars have debated the figure of six million and reached stunning conclusions - fixing the number of Jewish victims at only a few hundred thousand
Позже, в интервью израильской газете Хаарец, Аббас утверждал, что он никогда не отрицал Холокост:

Холокост представлял собой ужасное и непростительное преступление против еврейского народа, преступление против человечности, которое не может быть принято человечеством. Холокост был чудовищным событием, и никто не может утверждать, что я его отрицал.
Оригинальный текст (англ.)The Holocaust was a terrible, unforgivable crime against the Jewish nation, a crime against humanity that cannot be accepted by humankind. The Holocaust was a terrible thing and nobody can claim I denied it.

Схожие события произошли с турецким исламским писателем Аднаном Октаром: его книга «Soykırım yalanı» с отрицанием Холокоста вызвала скандал, и впоследствии автор отказался от изложенного в книге.
Американский политолог Норман Финкельштейн, известный своими спорными работами по арабо-израильскому конфликту и современному использованию Холокоста в идеологических целях, был обвинён в ревизионизме некоторыми учёными и общественными деятелями. Сам Финкельштейн заявил, что считает общепринятую историографию Холокоста верной:

В моей книге нет ни единого слова, которое могло бы быть интерпретировано в качестве отрицания Холокоста. Напротив, я настаиваю на протяжении всей книги, что общепринятый взгляд на нацистский Холокост — конвейерные линии, индустриализованное убийство евреев — верен и что общепринятые цифры убитых (более или менее) верны.
Оригинальный текст (англ.)There's not a single word in the book that can be interpreted as Holocaust denial. Rather the contrary, I insist throughout the book that the conventional view of the Nazi holocaust — i.e, an assembly-line, industrialized killing of the Jews - is correct, and that the conventional figures on those killed are (more or less) correct.
При этом Финкельштейн хвалил Ирвинга как «очень хорошего историка» и предлагал ввести университетах курс по отрицанию Холокоста, который бы читали отрицатели Холокоста.
Одной из форм отрицания Холокоста и современного антисемитизма в XXI веке стала «инверсия Холокоста» — использование темы Холокоста в качестве средства для критики Израиля и «евреев» в политических дебатах по поводу израильско-палестинского конфликта.

## Замалчивание Холокоста и «мягкое отрицание»
Иногда с отрицанием Холокоста связывают также целенаправленное замалчивание Холокоста или частичное отрицание его существенных аспектов.
В феврале 2007 года историк Холокоста профессор университета Эмори Дебора Липштадт на ежегодном благотворительном банкете Сионистского объединения в Лондоне использовала неологизм «мягкое отрицание». Говоря о книге Джимми Картера «Палестина: мир, а не апартеид», она заявила:

Когда бывший президент Соединённых Штатов пишет книгу по израильско-палестинскому кризису и помещает хронологическую таблицу в начале книги, чтобы способствовать пониманию ситуации, и не указывает в ней никаких существенных событий между 1939 и 1947 годами, то это мягкое отрицание.Оригинальный текст (англ.)When a former president of the United States writes a book on the Israeli-Palestinian crisis and writes a chronology at the beginning of the book in order to help them understand the emergence of the situation and in that chronology lists nothing of importance between 1939 and 1947, that is soft-core denial
В дальнейшем Липштадт использовала данный термин для связи отрицания Холокоста с теми, кто признаёт само событие в целом, однако пытается преуменьшить его масштабы и уникальность путём умолчания существенных аспектов или некорректных сравнений с другими событиями. Аналогичную терминологию использует Стивен Аткинс, разделяя «жёсткое» (Холокост — выдумка) и «мягкое» отрицание, которое, не оспаривая массовой гибели евреев, ставит под сомнение наличие плана массовых убийств и т. п. Павел Полян, критикуя методологию Ханкинса, который приписывал жертвы Холокоста Сталину, характеризует его подход как релятивизм и редукционизм.
Исследователи Холокоста Яков Басин и Мария Альтман полагают, что целенаправленное замалчивание может быть приравнено к практике ревизии и отрицания Холокоста. В частности, в СССР Холокост замалчивался по идеологическим причинам — как во время войны, так и в послевоенный период.
По мнению ряда историков, основной причиной того, что Советский Союз замалчивал Холокост, был государственный антисемитизм. Профессор Мичиганского университета историк Цви Гительман подчеркнул одну из важных особенностей советской историографии. Историография в СССР не просто «замалчивала тему Холокоста», а, более того, полностью отказывалась признать её «уникальность» на фоне других зверств, не выделяя сведения об уничтожении евреев нацистами в самостоятельную исследовательскую проблему. Замалчивание продолжалось и в постсоветской России. В частности, научные сотрудники ведущих институтов Российской академии наук и Российский еврейский конгресс в 2008 году предъявили претензии по данному вопросу к авторам школьных учебников по истории. Исследователи утверждали, что нет ни одного учебника, в котором история российских евреев была бы представлена адекватно. Холокост в учебниках либо не отражён вовсе, либо не показан как «единственный случай в мировой истории, когда некое государство предприняло попытку полностью уничтожить отдельный народ». Во второй половине 2000-х и позже ситуация в России существенно изменилась: тема преследования и геноцида евреев была включена почти во все школьные учебники и программу ЕГЭ.

## Критика и противодействие

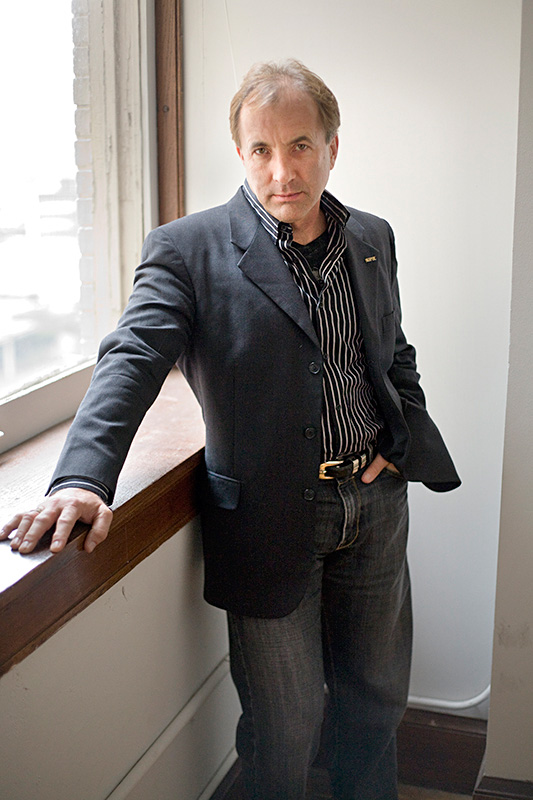
Майкл Шермер: учёный, писатель, активный критик и оппонент отрицателей Холокоста

Существуют различные мнения о необходимости вести дискуссию с отрицателями Холокоста. Большинство профессиональных историков не вступает в такие дискуссии по тем же причинам, по которым не обсуждаются другие маргинальные и ненаучные теории — это не имеет отношения к научной деятельности. Также существует мнение, что такого рода дискуссии служат лишь для дополнительного привлечения внимания к отрицателям, которые используют пропагандистские приёмы для влияния на массовую аудиторию.
Однако есть исследователи, которые считают, что игнорирование отрицателей вредно, поскольку создаёт ложное впечатление их правоты. Например, 11 декабря 2006 года в Берлине состоялась конференция «Холокост в международной памяти: механизмы и намерения отрицателей Холокоста и антисемитов — международная конференция по изучению и поиску контрстратегий», а 14 декабря в институте «Яд ва-Шем» (Иерусалим) прошёл симпозиум под названием «Отрицание Холокоста — путь к новому геноциду». Аналогичные вопросы рассматривались на международной конференции «Уроки Второй мировой войны и Холокоста», прошедшей 15-17 декабря 2009 года в Берлине.
Наиболее известным критиком отрицателей и автором книг на эту тему является американский историк профессор Университета Эмори Дебора Липштадт. Регулярно вступает с отрицателями в публичные дискуссии главный редактор журнала Skeptic, автор книги «Отрицание истории» Майкл Шермер.
Группа энтузиастов под руководством Кена Маквея сначала вела дискуссии с отрицателями в телеконференции Usenet alt.revisionism, а затем создала Проект Низкор, где собраны материалы, уличающие отрицателей в ошибках, лжи и манипуляциях, и большая база данных документов по Холокосту. В связи с этой деятельностью Маквей подвергался нападкам вплоть до угрозы убийства. Существует ряд аналогичных проектов.
Критики отрицания Холокоста считают, что отрицатели преследуют не научные, а политические цели. В частности, по мнению критиков, целью отрицателей является реабилитация нацизма, пропаганда антисемитизма и антиизраильских настроений. Скептики сравнивают отрицание Холокоста с креационизмом и отрицанием теории эволюции.
Критики утверждают, что отрицатели пытаются найти какие-либо отдельные нестыковки, преувеличения, неточности и тому подобное в исследованиях, документах и показаниях свидетелей, а затем делают обобщение, что все источники не заслуживают никакого доверия. Подход отрицателей состоит в том, что достаточно «найти хотя бы одну крошечную трещину в структуре Холокоста, всё здание рухнет».
Мария Альтман считает, что предположения Олега Платонова о том, что может произойти в случае признания правоты отрицателей Холокоста, наглядно показывают цели, которые преследуют ревизионисты: рост негативного отношения к евреям, международная изоляция Израиля, активизация националистических настроений в Европе и дискредитация демократических правительств в Германии и других странах.
Отрицатели часто подвергаются социальной обструкции и судебному преследованию. Известны также случаи физического насилия над отрицателями и уничтожения их имущества. Комментируя отказ отрицателям в предоставлении аудиторий для выступления в университетах и места для публикаций в СМИ, Уолтер Райх, бывший директор Мемориального музея Холокоста в США, отметил, что не следует путать свободу выражения мнений «с обязательством способствовать этому выражению».
В 2017 году компания Amazon удалила книги трёх отрицателей из своего интернет-магазина после письма директора Института Яд ва-Шем Роберта Розетта руководителю Amazon Джеффу Безосу.

## Историческая наука и отрицание Холокоста
В обсуждении темы Холокоста существует много дискуссионных вопросов. В частности, спорная информация о производстве мыла из человеческих трупов, уточнение числа жертв, уникальность Холокоста в мировой истории, использование Холокоста в современной политике и так далее. Много лет продолжается научный спор между так называемыми «функционалистами» и «интенционалистами»: был ли Холокост результатом изначальных намерений Гитлера истребить евреев или развивался постепенно от антисемитской пропаганды через отдельные акции к массовому, но изначально незапланированному уничтожению. Однако все участники таких дискуссий не подвергают сомнению сам факт Холокоста.
С самого начала отрицатели пытались представить свою позицию как научный подход к прояснению спорных исторических вопросов и именно поэтому предпочитали называть себя не отрицателями, а ревизионистами. Профессор Университета Невады в Лас-Вегасе Джон Циммерман считает, что термин «ревизионизм» в отношении отрицателей может вводить в заблуждение, поскольку «историческим ревизионизмом» в историографии называют направления, полагающие, что общепринятое описание событий является спорным и требует уточнения. Аналогичного мнения придерживается профессор социологии Университета среднего Тенесси Бен Остин. Абсолютное большинство учёных видят в отрицании Холокоста не научный, а пропагандистский подход и отказываются от каких-либо контактов с отрицателями.
Так, Американская историческая ассоциация, всем 12 тысячам членам которой в 1980 году был разослан первый номер бюллетеня Института пересмотра истории, никак не отреагировала на эту акцию, а 10 лет спустя в 1990 году отказалась включать статьи этого бюллетеня в библиографические сборники. Павел Полян пишет, что причинами этому послужили как профессиональная непригодность авторов материалов, так и их массовый антисемитизм. Участие иранского Института политических и международных исследований (IPIS) в организации тегеранской конференции отрицателей «Обзор Холокоста: глобальное видение» стало основанием для разрыва с ними научных контактов со стороны партнёров по всему миру — до тех пор, пока данная организация не откажется от отрицания Холокоста и не вернётся к академическим стандартам исследований.

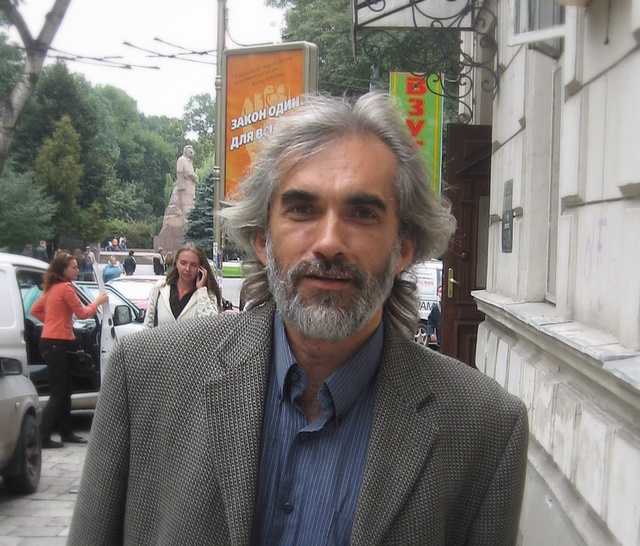
Профессор Ярослав Грицак считает Холокост наиболее исследованным событием в истории

Учёные утверждают, что Холокост — одно из самых тщательно исследованных событий в мировой истории. В частности советский и украинский историк, профессор Ярослав Грицак, писал в 2009 году:

После войны только США реквизировали из немецких архивов столько документов о Холокосте, что если бы их выложить в одну линию, то она протянулась бы на несколько десятков тысяч метров. Если прибавить к этому другие архивные сборники, воспоминания жертв и свидетелей, документы судебных расследований, кино-фото-материалы, то смело можно утверждать, что ни одно другое событие в мировой истории так хорошо не задокументировано, как история истребления евреев. К тому же она и лучше всего исследована: 20 лет тому назад количество научных монографий о Холокосте составило 200 тысяч, а об одном только концлагере Освенцим издано более 100 тысяч работ...

Джон Циммерман писал, что идеи отрицателей Холокоста не воспринимаются всерьёз ни одним известным и уважаемым историком. Академическая наука отринула отрицателей, и единственное, на что они могут претендовать, — это право на свободу слова. По мнению Циммермана, их авторитетность и значимость не выше, чем у членов «Общества плоской Земли» или у тех, кто полагает, что Джон Кеннеди не был убит в Далласе. Аналогичного мнения придерживался израильский историк Даниэль Романовский, который говорил, что «отрицание Холокоста есть частный случай современного отрицания науки вообще».
Однако Юрген Царусски отмечает, что известный правый историк профессор Эрнст Нольте в своих публикациях стремился преуменьшить преступления нацизма, включая Холокост, а также всерьёз ссылался на некоторые труды ревизионистов. Американский историк-марксист Арно Майер в книге «Почему небеса не темнеют?» писал, что большинство заключённых Освенцима погибли от болезней, а не от отравления газом, и включил в библиографию ссылки на Батца и Рассинье. Эта книга Майера была подвергнута жёсткой критике в научном сообществе.
По мнению ряда исследователей, отрицание Холокоста — типичная постмодернистская деконструкция. Российский историк и энциклопедист Александр Немировский, анализируя взгляды и систему аргументации отрицателей, приходит к выводу, что «ревизионисты — не полуеретическая научная школа и не фальсификаторы-антисемиты… Ревизионизм — нормальная, полноценная (хотя и очень малочисленная по количеству адептов) сверхценная религия». О «мистическом» отношении ревизионистов к истории говорил также историк культуры и религии Леонид Кацис.
Существует также точка зрения, что отрицание Холокоста приносит пользу исторической науке. Тот же Даниэль Романовский делал оговорку, что с некоторыми ревизионистами следует вести академическую дискуссию. Один из крупнейших исследователей Холокоста Рауль Хильберг незадолго до смерти говорил, что «с антисемитами и отрицателями Холокоста не следует дискутировать, но иногда они ставят интересные вопросы». Политолог Вячеслав Лихачёв писал, что ревизионистская критика дала повод учёным пересмотреть ряд положений историографии, переформулировать или дезавуировать неверные утверждения.

## ООН и отрицание Холокоста
Генеральная Ассамблея ООН в своей Резолюции 60/7, принятой по инициативе Австралии, Израиля, Канады, России и США. 1 ноября 2005 года одновременно с учреждением Международного дня памяти жертв Холокоста, отвергла ревизионизм Холокоста как исторического события и призвала Генерального секретаря ООН учредить программу «Холокост и Организация Объединённых Наций».
26 января 2007 года, накануне Международного дня памяти жертв Холокоста, Генеральной Ассамблеей ООН была принята специальная Резолюция 61/255 «Отрицание Холокоста», осуждающая без каких-либо оговорок любое отрицание Холокоста. Резолюция «настоятельно призывает все государства-члены безоговорочно отвергать любое отрицание Холокоста — будь то полное или частичное — как исторического события и любые действия в этих целях». Проект документа внесли на рассмотрение Генеральной Ассамблеи 103 государства из 192 членов ООН.
Единственной страной, выступившей против принятия резолюции 61/255, был Иран. По мнению представителя Ирана, авторы резолюции использовали трибуну ООН в личных политических целях. Делегация США заявила, что поводом для принятия этого документа стала именно позиция Ирана, организовавшего масштабную конференцию отрицателей в декабре 2006 года.
Генеральный секретарь ООН Пан Ги Мун 26 января 2009 года в послании накануне Международного дня памяти жертв Холокоста подчеркнул необходимость бороться с отрицанием Холокоста и помнить о жертвах, чтобы эта трагедия не повторилась.
20 января 2022 года была принята ещё одна резолюция Генеральной Ассамблеи ООН 76/250, которая отвергает и безоговорочно осуждает любое полное или частичное отрицание Холокоста как исторического события.

## Уголовное преследование отрицания Холокоста

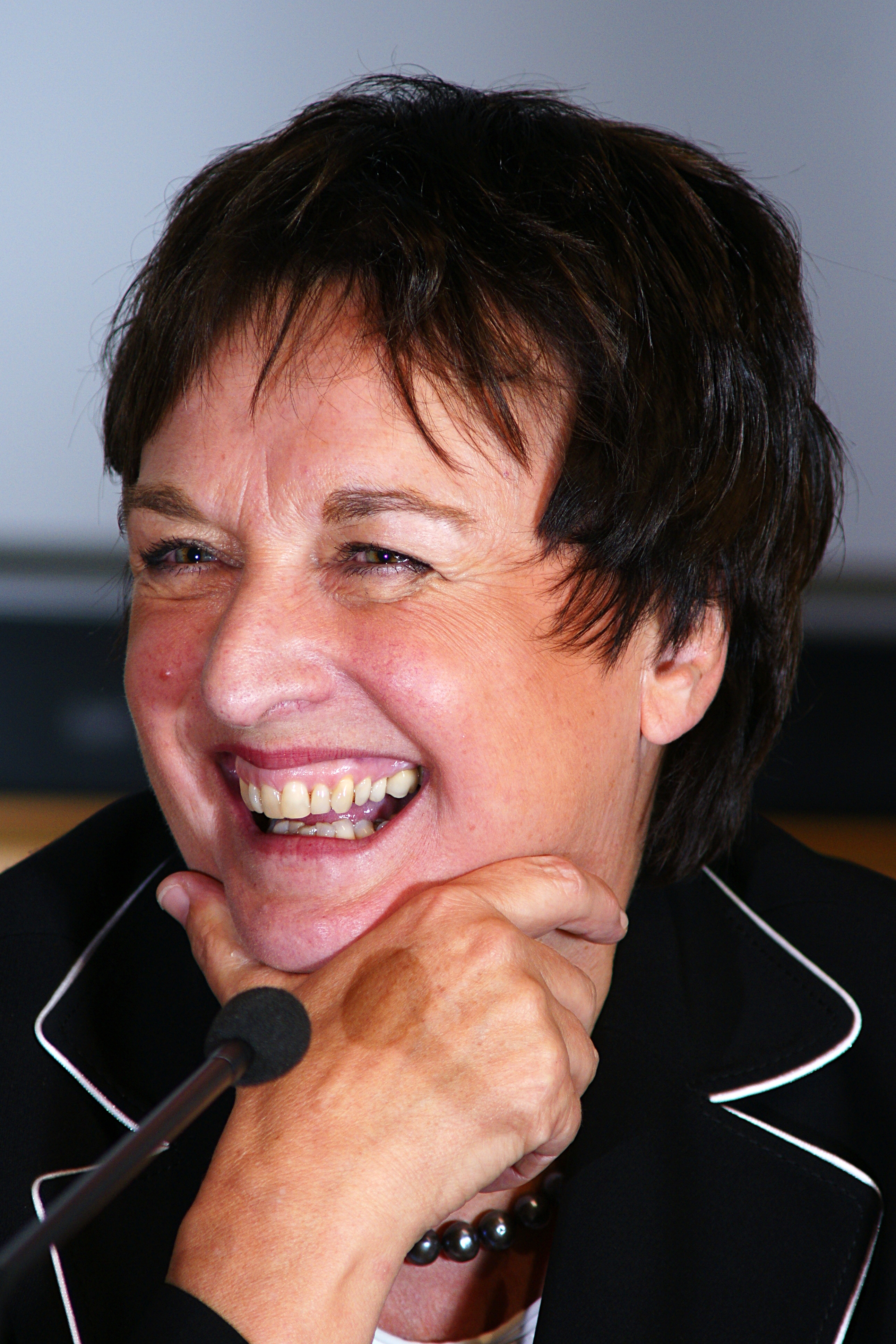
Бригитта Циприс: министр юстиции Германии (2002—2009) и активный сторонник уголовного наказания за отрицание Холокоста

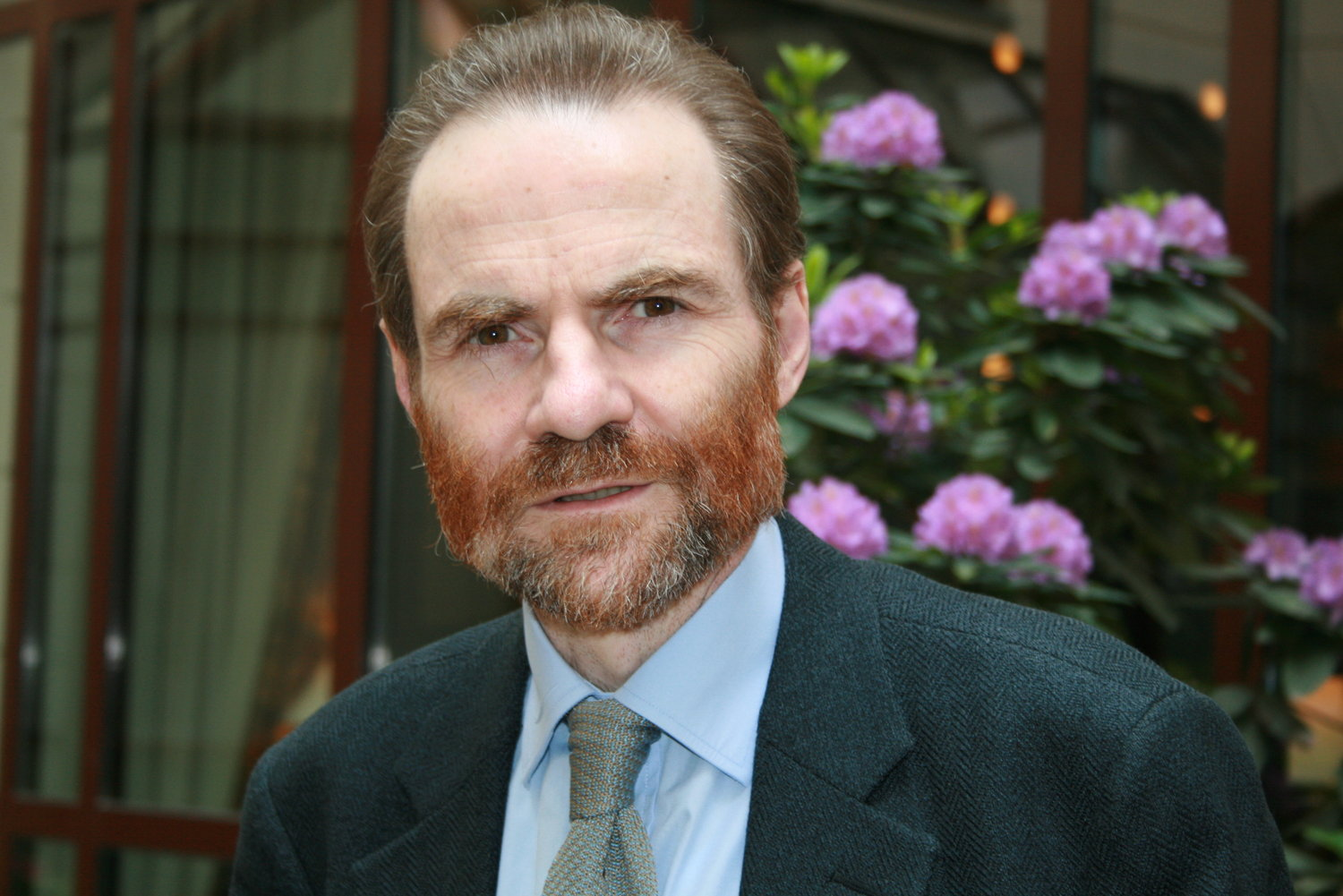
Британский историк Тимоти Гартон Эш считает, что бороться с отрицанием Холокоста следует в СМИ и сфере образования

В некоторых государствах ревизионизм Холокоста преследуется в рамках законов о запрете национал-социализма и неонацизма; в их число входят, как правило, европейские страны, пострадавшие от идеологии и практики национал-социализма. Законы, прямо запрещающие публичное отрицание, преуменьшение, одобрение или оправдание преступлений, совершённых нацистами, приняты в Австрии, Бельгии, Германии, Литве, Люксембурге, Польше, России, Словении, Франции, Швейцарии, Канаде и Израиле. Аналогичные законы действуют в Лихтенштейне, Португалии, Чехии и Словакии. В 2010 году закон, карающий за отрицание преступлений тоталитарных режимов, был принят в Венгрии. Всего законы, криминализирующие отрицание нацистских преступлений с 1960 по 2016 годы приняли 17 стран. В США отрицание Холокоста ненаказуемо, поскольку свободное выражение своих взглядов защищено Первой поправкой к Конституции.
В Германии, Австрии, Франции, Канаде и других странах эти законы неоднократно применялись на практике для преследования отрицателей. Только в 2007—2008 годах за отрицание Холокоста в странах Европейского союза были осуждены не менее 10 человек. Некоторые из судебных решений по этой тематике впоследствии безуспешно оспаривались в международных инстанциях.
В 1996 году Комитет по правам человека ООН при рассмотрении дела «Фориссон против Франции» принял прецедентное решение, что отстранение от преподавательской деятельности в связи с отрицанием Холокоста на основании французского законодательства не нарушает п. 3 статьи 19 Международного пакта о гражданских и политических правах.
В 1998 году Европейский суд по правам человека в своём решении по делу «Леидё и Изорни против Франции» признал правомерность принятия законов об ответственности за отрицание Холокоста. А при рассмотрении дела «Гароди против Франции» в 2003 году суд отметил, что, отрицая Холокост, Гароди действовал в целях, которые направлены на уничтожение прав и свобод, гарантированных Европейской Конвенцией о защите прав человека (ЕКПЧ), и потому его претензии со ссылкой на статью 10 этой Конвенции, гарантирующую свободу слова, были отвергнуты. Основой для таких выводов послужила ст. 17 ЕКПЧ, которая предназначена, чтобы «помешать тоталитарным группам эксплуатировать в своих интересах принципы, сформулированные в Конвенции».
В январе 2007 года министр юстиции Германии Бригитта Циприс предложила всем странам Евросоюза признать преступлением отрицание Холокоста и запретить публичную демонстрацию нацистской символики. Ряд журналистов и политиков подвергли критике это предложение — в частности потому, что запрет не содействует уменьшению популярности неонацизма и провоцирует нарушение права на свободу слова. В итоге принятый в апреле 2007 года закон признаёт разжигание национальной и расовой розни преступлением во всех 27 странах блока, но не включает отрицание Холокоста.
В ноябре 2007 года Конституционный суд Испании принял решение отменить наказание в виде тюремного заключения за ревизионизм Холокоста. Согласно этому решению все лица, которым вменялось отрицание Холокоста, освобождены из-под стражи. Данное постановление не касалось лиц, которые выступают за оправдание нацистского террора против евреев, до тех пор, пока Верховный суд Испании в 2011 году не отменил возможность наказания даже тех, кто прямо оправдывает действия Германии в период Второй мировой войны. Испанские судьи привели примеры фраз, за которые больше не существует угрозы уголовного преследования: «Немцы имели все основания сжигать евреев», «Немцы никогда не сжигали евреев».
С мая 2014 года а России установлена уголовная ответственность за отрицание фактов, установленных приговором Международного военного трибунала для суда и наказания главных военных преступников европейских стран оси, одобрение преступлений, установленных указанным приговором. В частности, этим приговором был установлен факт истребления в период 1933—1945 годов 6 млн евреев по всей Европе, позже получивший название «Холокост». Некоторые произведения отрицателей внесены в Федеральный список экстремистских материалов, в том числе книги Юргена Графа и Марка Вебера. Однако правоприменительная практика редко приводит к обвинительным судебным приговорам.
Некоторые либерально настроенные политики и общественные деятели, в том числе такие известные оппоненты отрицателей Холокоста, как Дебора Липштадт, критикуют уголовное преследование отрицателей, считая, что оно нарушает право на свободу слова. Как полагает британский историк Тимоти Гартон Эш, «с отрицанием Холокоста надо бороться в наших школах, университетах и СМИ, а не в полицейских участках и судах». Павел Полян считает, что в конфликте свободы слова и пропаганды ненависти хорошим прецедентом является решение Конституционного суда Испании 2007 года, по которому именно оправдание террора является криминалом.
По мнению публициста Леонида Радзиховского, законы против отрицания Холокоста связаны в первую очередь с тем, что понимание в обществе чудовищности и уникальности преступлений нацистов стало фундаментом, на котором базируется недопустимость реваншизма и пересмотра итогов Второй мировой войны.

### Комментарии
1. ↑  Настоящее имя — Вильгельм Нидеррайтер (нем. Wilhelm Niederreiter)
2. ↑  R. Faurisson, «The Detail», Journal of Historical Review, March-April 1998
3. ↑  в русском переводе «Шесть миллионов — потеряны и найдены»
4. ↑  Lipstadt D. Denying the Holocaust: The Growing Assault on Truth and Memory. — New-York: Penguin Books, 1993.
5. ↑  Пункты 669, 973, 1278, 1487, 2888, 4719 и другие

### Научная литература
- Альтман И. А., Чарный С. А. Отрицание Холокоста в России // Еврейский обозреватель. — Еврейская конфедерация Украины, 2006. — Февраль (вып. 3/118).
- Альтман М. М. Отрицание Холокоста: история и современные тенденции / И. А. Альтман (состав.). — М.: Фонд «Холокост», 2001. — 88 с. — (Российская библиотека Холокоста). — 1500 экз. — ISBN 978-5-8989-7008-6.
- Беркхоф К. «Поголовное уничтожение еврейского населения»: Холокост в советских СМИ (1941-1945) // Голокост і сучасність : журнал. — 2010. — № 1(7). — С. 62—122. Архивировано 16 июня 2015 года.
- Браунинг К. По поводу моей книги «Истоки „окончательного решения“»: замечания об «окончательном решении», его предпосылках и важнейших последствиях // Даниил Романовский, Давид Зильберкланг Яд ва-Шем: исследования : сборник. — Иерусалим: Яд ва-Шем, 2010. — Т. 2. — С. 77—95. — ISSN 1565-9941. Архивировано 10 мая 2013 года.
- Верховский А. М. Уголовное право стран ОБСЕ против преступлений ненависти, возбуждения ненависти и языка вражды. — М.: Центр «Сова», 2014. — 280 с. — ISBN 978-5-98418-032-0.
- Серджо Делла Пергола[англ.]. Между реальной и альтернативной историей // А. Р. Кох, П. М. Полян. Отрицание отрицания, или Битва под Аушвицем : сборник. — М.: Три квадрата, 2008. — С. 105—129. — ISBN 978-5-94607-105-5.
- Ерджанов Т. К. Наиболее значимые решения Европейского Суда по правам человека. — Алматы: Казақ университеті, 2014. — Т. 2. — 440 с. — ISBN 978–601–04–0578–3.
- Капинус О. С., Додонов В. Н. Ответственность за разжигание расовой, национальной и религиозной вражды, а также за другие «преступления ненависти» по уголовному праву зарубежных стран // Законы России: опыт, анализ, практика : журнал. — М.: Издательский дом «Буквовед», 2007. — Вып. 8. — С. 76—85. — ISSN 1992-8041. Архивировано 12 августа 2022 года.
- Костырченко Г. В. Тайная политика Сталина: власть и антисемитизм. — 2-е изд.. — М.: Международные отношения, 2003. — 784 с. — ISBN 978-5-7133-1071-4.
- Кох А. Р. Отрицание отрицания // А. Р. Кох, П. М. Полян. Отрицание отрицания, или Битва под Аушвицем : сборник. — М.: Три квадрата, 2008. — С. 15-20. — ISBN 978-5-94607-105-5.
- Кэрролл Р. Т. Отрицание Холокоста // Энциклопедия заблуждений: собрание невероятных фактов, удивительных открытий и опасных поверий. — М.: Издательский дом «Вильямс», 2005. — 672 с. — ISBN 5-8459-0830-2, ISBN 0-471-27242-6.
- Локшин А. Е. Помнить или забыть: отношение к Холокосту советского режима и общества // Помнить о прошлом ради будущего: еврейская идентичность и коллективная память : сборник. — Институт востоковедения РАН, 2014. — С. 75—100. — ISBN 978-5-89282-612-9.
- Михман Д. Катастрофа европейского еврейства. — 1. — Тель-Авив: Открытый университет Израиля, 2001. — Т. 3. — ISBN 978-965-06-0233-8.
- Полян П. М. Между Аушвицем и Бабьим Яром. Размышления и исследования о Катастрофе. — М.: РОССПЭН, 2010. — 583 с. — ISBN 978-5-8243-1504-2.
- Полян П. М. Демография и статистика Холокоста // А. Р. Кох, П. М. Полян. Отрицание отрицания, или Битва под Аушвицем : сборник. — М.: Три квадрата, 2008. — С. 237—320. — ISBN 978-5-94607-105-5.
- Полян П. М. Отрицание и геополитика Холокоста // А. Р. Кох, П. М. Полян. Отрицание отрицания, или Битва под Аушвицем : сборник. — М.: Три квадрата, 2008. — С. 21—102. — ISBN 978-5-94607-105-5.
- СС в действии: Документы о преступлениях СС. — М.: Светотон, 2000. — 624 с. — ISBN 978-5-7419-0049-9.
- Фридленедер С. От антисемитизма к уничтожению: историография нацистской политики по отношению к евреям и попытка интерпретации // Даниил Романовский, Давид Зильберкланг Яд ва-Шем: исследования : сборник. — Иерусалим: Яд ва-Шем, 2010. — Т. 2. — С. 31—76. — ISSN 1565-9941. Архивировано 22 февраля 2015 года.
- Циммерман Д. Отрицание Холокоста = Holocaust denial: demographics, testimonies, and ideologies / пер. М. Улановская, ред. И. Островский. — University Press of America, 2005. — 318 с. Архивировано 14 сентября 2010 года.
- Шульга Р. Ю. Правовые аспекты ответственности за отрицание Холокоста в России (на примере судебного дела Романа Юшкова) // Вестник  Санкт-Петербургского университета. Право. — 2023. — Т. 14, № 3. — С. 595—609. — ISSN 2074-1243. — doi:10.21638/spbu14.2023.303.
- Amarnath Amarasingam[англ.]. Who Denies the Holocaust And Why Do They Deny It? (англ.) // Jewish Magazine. — 2007. — Iss. 115. Архивировано 22 февраля 2009 года.
- Atkins S. E. Holocaust denial as an international movement (англ.). — ABC-CLIO, 2009. — 320 p. — ISBN 978-0-313-34538-8.
- Bazyler Michael. Holocaust Denial and the Law (англ.) // Holocaust, Genocide, and the Law. — 2017. — 3 January. — P. 183—210. — doi:10.1093/acprof:oso/9780195395693.003.0007.
- Chip Berlet and Matthew N. Lyons. Right-Wing Populism in America. Too Close for Comfort (англ.). — Guilford Press, 2000. — 499 p. — ISBN 9781572305625.
- Joseph Billig, Georges Wellers. The Holocaust and the Neo-nazi mythomania (англ.). — NY: B. Klarsfeld Foundation, 1978. — 215 p. Архивировано 12 декабря 2010 года.
- Charny I. W. Encyclopedia of genocide. — Santa Barbara, California: ABC-CLIO, 1999. — 718 p. — ISBN 9780874369281.
- Dawidowicz Lucy S.[англ.]. The Holocaust and the Historians. — Cambridge: Harvard University Press, 1981. — ISBN 978-0-674-40567-7.
- Anthony Julius[англ.]. Trials of the Diaspora: A History of Anti-Semitism in England (англ.). — Oxford University Press, 2010. — 811 p. — ISBN 978-0-19-929705-4.
- Holocaust Deniers and Conspiracy Theorists (англ.) / Edited by Bridey Heing. — Greenhaven Publishing, 2020. — 176 p. — ISBN 9781534507043.
- Robert A. Kahn. Holocaust Denial and the Law. A Comparative Study (англ.). — NY: Palgrave Macmillan, 2004. — 207 p. — ISBN 978-1-4039-6476-2.
- Katz Dovid. Is Eastern European ‘Double Genocide’ Revisionism Reaching Museums? (англ.) // Dapim: Studies on the Holocaust. — 2016. — September (vol. 30, no. 3). — P. 191—220. — ISSN 2325-6249. — doi:10.1080/23256249.2016.1242043.
- Daniel Keren, Jamie McCarthy, and Harry W. Mazal. The Ruins of the Gas Chambers: A Forensic Investigation of Crematoriums at Auschwitz I and Auschwitz-Birkenau (англ.) // Holocaust and Genocide Studies : journal. — Oxford University Press, 2004. — Vol. 19, iss. 1. — P. 68—103. — ISSN 8756-6583. — doi:10.1093/hgs/dch040. Архивировано 14 мая 2011 года.
- Lesley Klaff. Holocaust Inversion (англ.) // Israel Studies. — Indiana University Press, 2019. — Vol. 24, no. 2. — P. 73—79. — ISSN 1084-9513. — doi:10.2979/israelstudies.24.2.07.
- Tony Kushner. Different Worlds. British perceptions of the Final Solution during the Second World War (англ.) // ed. David Cesarani The Final Solution: Origins and Implementation. — London: Routledge, 2002. — P. 246—267. — ISBN 0-415-15232-1.
- Debora Lipstadt. Denying the Holocaust: The Growing Assault on Truth and Memory (англ.). — NY: Penguin Books Ltd, 1994. — ISBN 978-0-14-024157-0.
- Anthony Long. Forgetting the Führer: the Recent History of the Holocaust Denial Movement in Germany (англ.) // Australian Journal of Politics & History. — 2002. — March (vol. 48, no. 1). — P. 72—84. — ISSN 0004-9522. — doi:10.1111/1467-8497.00253.
- Mathis A. E. General Semantics and Holocaust Denial (англ.) // ETC.: A Review of General Semantics : Academic journal. — The Institute of General Semantics, 2006. — January (vol. 66, iss. 1). — P. 52—61. — ISSN 0014-164X.
- Mathis A. E. Holocaust, Denial of // Conspiracy theories in American history: An Encyclopedia (англ.) / Peter Knight. — ABC-CLIO, 2003. — Vol. 1 (A–M). — P. 321—324. — ISBN 978-1-57607-812-9.
- Joe Mulhall. British Fascism after the Holocaust: From the Birth of Denial to the Notting Hill Riots, 1939–1958 (англ.). — Routledge, 2021. — 215 p. — (Routledge Studies in Fascism and the Far Right). — ISBN 978-1-138-62414-6.
- Nicholas Terry. Holocaust denial in the age of web 2.0 (англ.) // Holocaust and Genocide Denial. A Contextual Perspective  / Edited by Paul Behrens, Nicholas Terry and Olaf Jensen. — Routledge, 2017. — P. 34—54. — ISBN 978-1-138-67273-4.
- Damir Skenderovic[нем.]. The Radical Right in Switzerland: Continuity and Change, 1945-2000 (англ.). — Berghahn Books, 2009. — 470 p. — ISBN 9781845455804.
- Michael Shermer, Alex Grobman[англ.]. Denying history: who says the Holocaust never happened and why do they say it? (англ.). — Updated and Expanded Edidion. — University of California Press, 2009. — 335 p. — ISBN 978-0-520-26098-6.
- Stein L. Among the Righteous: Lost Stories from the Holocaust's Long Reach into Arab Lands, Robert Satloff (New York: Public Affairs, 2006), 251 pp., cloth $26.00, pbk. $14.95 (англ.) // Holocaust and Genocide Studies. — 2007. — 1 January (vol. 21, no. 3). — P. 504—506. — ISSN 8756-6583. — doi:10.1093/hgs/dcm057.
- Hamza Yusuf. Why Holocaust Denial Undermines Islam (англ.) // Tikkun[англ.] : magazine. — Duke University Press, 2007. — July (iss. 22(4): 26). — ISSN 0887-9982. Архивировано 28 октября 2022 года.
- Библиография по теме на английском языке: часть 1. Архивировано 19 июля 2011 года., часть 2. Архивировано 19 июля 2011 года. и часть 3. Архивировано 15 марта 2011 года.